# Hôtel de ville de Paris
L’hôtel de ville de Paris, communément appelé l’Hôtel de Ville, est le bâtiment qui héberge les institutions municipales de Paris depuis 1357.
Paris ayant connu diverses insurrections, l'hôtel de ville est souvent le point de ralliement d'émeutiers, insurgés et révolutionnaires. D'Étienne Marcel à la Fronde, de la Révolution aux journées révolutionnaires de juillet 1830 et février 1848, de la Commune à la Libération de Paris, l'hôtel de ville est un lieu chargé d'histoire. 

## Situation et accès
Il est situé place de l'Hôtel-de-Ville, dans le 4e arrondissement de Paris.
Ce site est desservi par les stations de métro Hôtel de Ville et Châtelet.

## Historique

### DuXIVesiècleà la Commune
La corporation des nautes — les marchands de l’eau —, ancêtre de la municipalité de Paris, avait obtenu une juridiction installée en 1250 près du Grand Châtelet au lieu-dit « la vallée de la misère » sur le quai de la Mégisserie dans une maison à l'enseigne du bénitier puis transférée au début du XIVe siècle au parloir aux bourgeois, à l'emplacement de l'actuel no 20 de la rue Soufflot jusqu'à l'acquisition de la Maison aux Piliers au nom de la municipalité en juillet 1357 par Étienne Marcel. La Maison aux Piliers devient le siège de la prévôté des marchands.
C'est là que, depuis lors, se dresse le centre des institutions municipales de Paris.

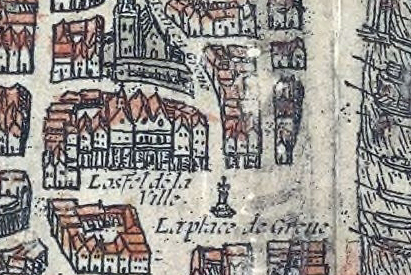
Ancien hôtel de ville avant sa reconstruction, commencée en 1533 (plan de Braun et Hogenberg, vers 1530).
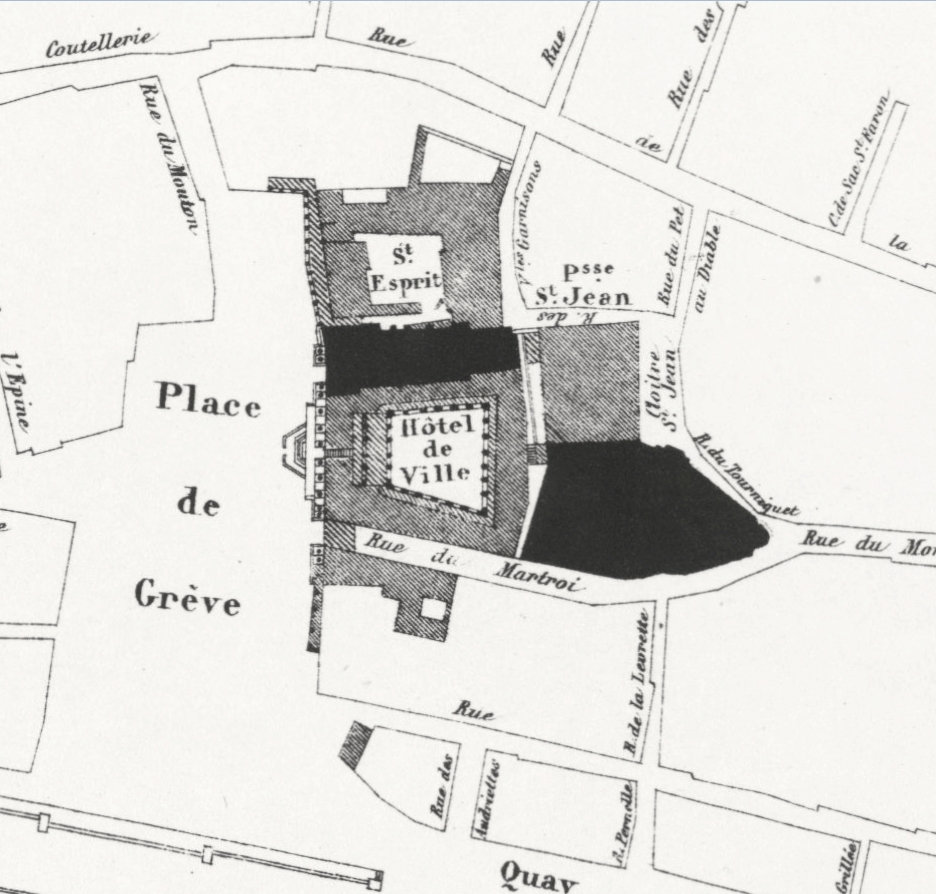
L'hôtel de ville sur l'atlas de Verniquet (années 1780).

La Maison aux Piliers tombant en ruines au XVIe siècle, les officiers municipaux demandent et obtiennent du roi François Ier en 1529 qu'elle soit remplacée par un véritable palais de style Renaissance qui est dessiné par l'architecte italien Boccador. Sa construction débute en 1533 avec la première pierre posée le 15 juillet par le prévôt des marchands de Paris Pierre Violle, et s'achève en 1628. La partie sud est édifiée sous François Ier et Henri II de 1533 à 1551, sa partie nord sous Henri IV et Louis XIII de 1605 à 1628 (sous la direction du prévôt des marchands de Paris Robert Miron), les guerres de religion ayant interrompu les travaux,.
À l'occasion de cette reconstruction, Charles Leconte, charpentier maître d’œuvre de l'hôtel de ville, est le premier à faire flotter un train de bois d’œuvre pour les besoins des travaux sur l'Yonne et la Seine, train arrivé à Paris le 20 avril 1547,.
En 1652, lors de la Fronde, des émeutiers incendient les portes de l'Hôtel de ville et massacrent des membres de l'assemblée municipale. 
Le 14 juillet 1689, est inaugurée au fond de la cour une statue de Louis XIV en empereur romain, sculptée par Antoine Coysevox. Conçue dans le cadre des célébrations parisiennes de 1687 qui commémoraient la guérison dite miraculeuse du roi gravement malade, cette statue devient le symbole de la réconciliation officielle entre Paris et Versailles.

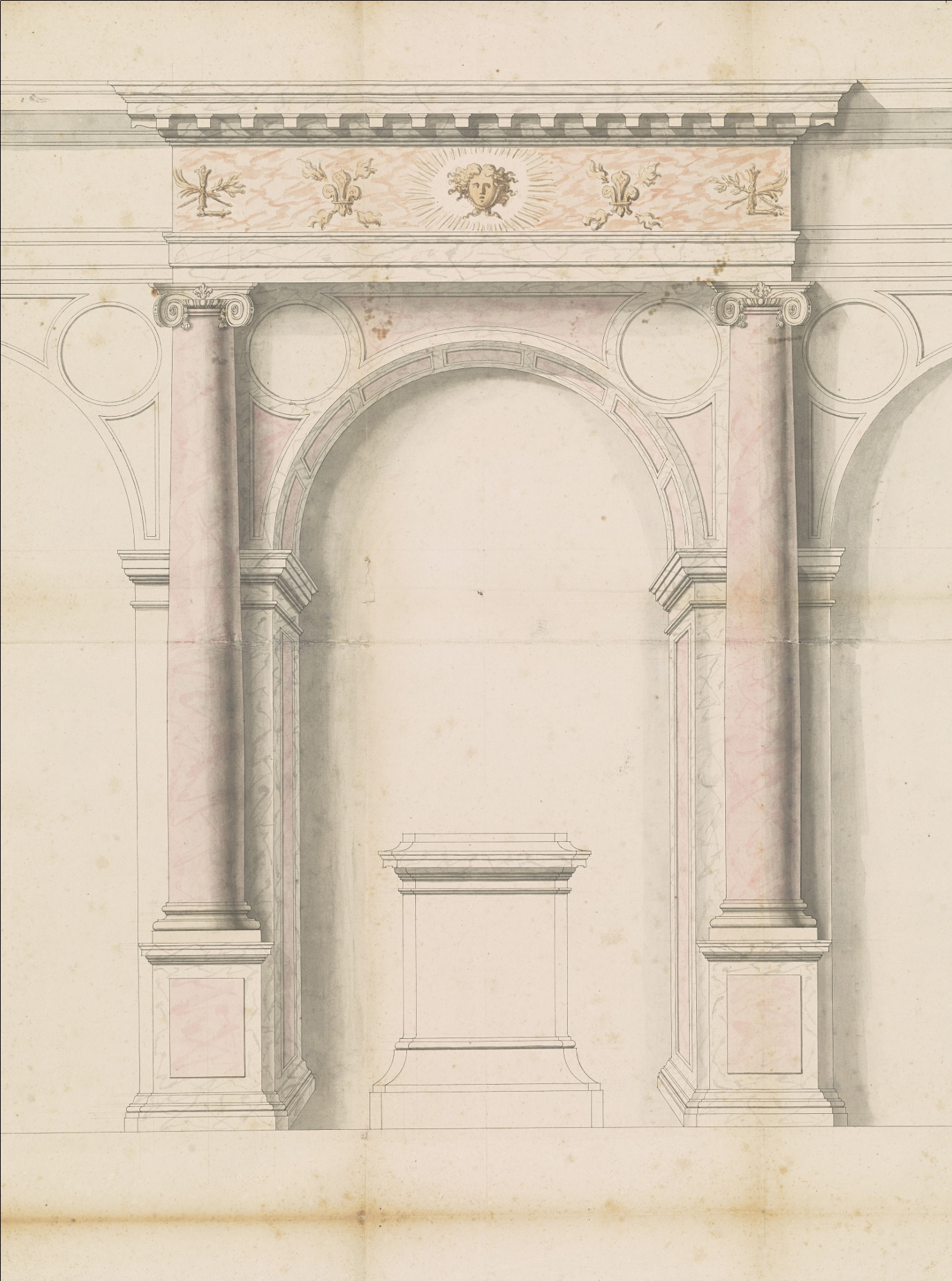
Jean Beausire, Élévation de l’arcade et du piédestal pour la statue de Louis XIV à l’Hôtel-de-Ville de Paris, 1688, Archives nationales.
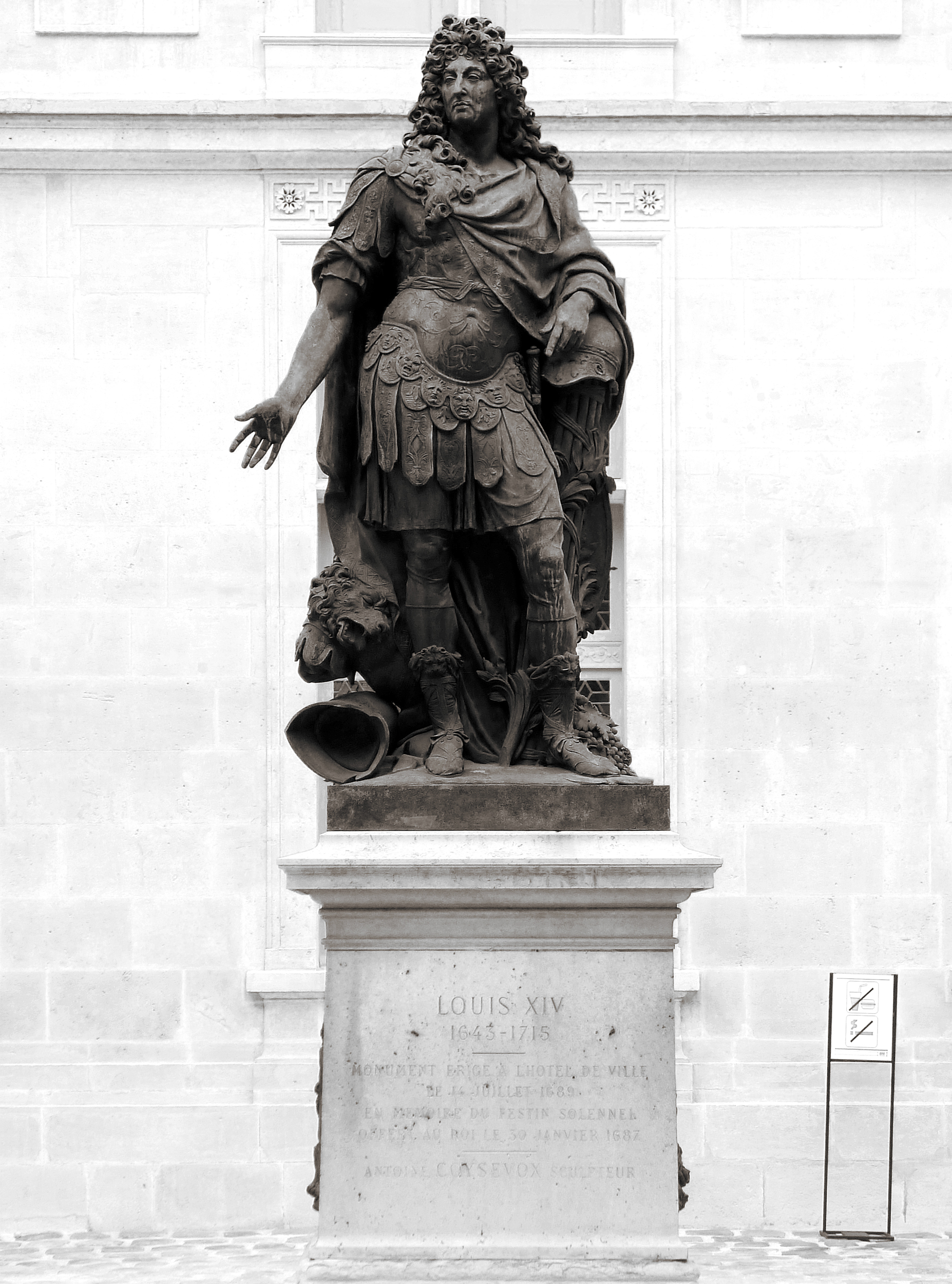
Statue de Louis XIV, depuis 1890 dans la cour du musée Carnavalet.

Le 17 juin 1763, un feu d'artifice est tiré place de Grève devant l'hôtel de ville pour la publication de la Paix.
Au XIXe siècle l'agrandissement et la reconstruction partielle de l'hôtel de ville ont été menés d'après les plans de Godde et Lesueur de 1837 à 1848, tout en préservant la façade Renaissance. Antoine Vivenel, entrepreneur général, dirigeait le chantier. Quatre peintres, dont Jean-Victor Schnetz, sont appelés pour célébrer les grandes révolutions parisiennes sur les murs de l'ancienne salle du Trône. Cet agrandissement a fait disparaître les rues et édifices suivants :
- l'église Saint-Jean-en-Grève (et la chapelle de la Communion) ;
- l'hôpital du Saint-Esprit (et sa chapelle) ;
- l'hôpital des Haudriettes (et sa chapelle) ;
- la rue des Haudriettes ;
- la rue des Vieilles-Garnisons ;
- la rue du Martroi-Saint-Jean ;
- une partie de la rue de la Mortellerie ;
- une partie de la rue de la Tixéranderie.

### Vacance du pouvoir de Charles X (29 au 31 juillet 1830)

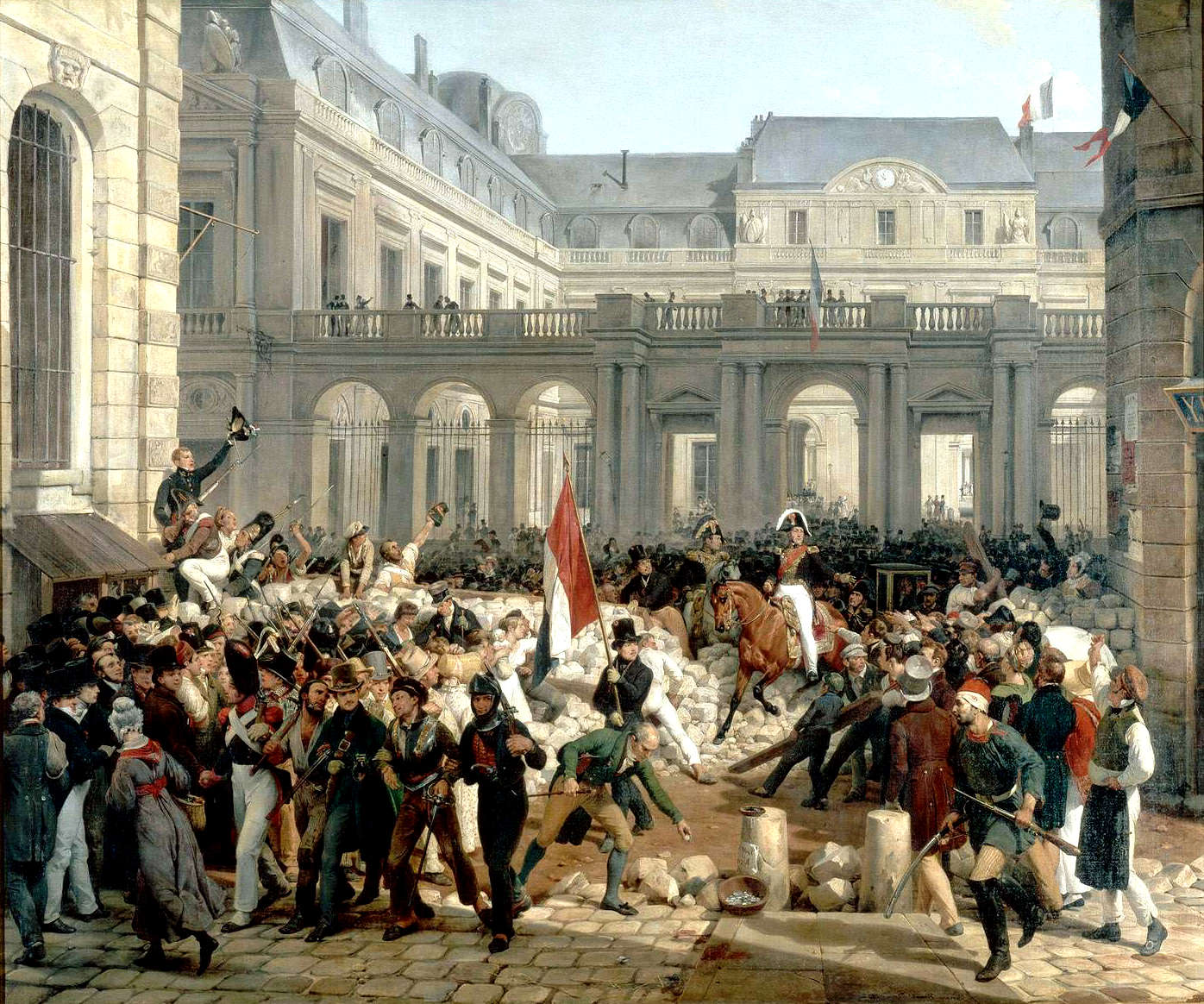
Le duc d'Orléans quitte le Palais-Royal pour se rendre à l'Hôtel de Ville, 31 juillet 1830,
Horace Vernet, 1832,
château de Versailles.

Dans la matinée du 29 juillet 1830, Charles X quitte Paris pour le château de Saint-Cloud et les troupes royales doivent se replier dans le bois de Boulogne. François Guizot appelle à la nomination d'une commission municipale provisoire, chargée formellement de ravitailler la capitale. Dans le Moniteur universel, cette commission est appelée « Gouvernement provisoire ». Elle est composée de cinq députés : Casimir Perier, le général Mouton, Pierre-François Audry de Puyraveau, François Mauguin et Auguste de Schonen, et s'installe à l'hôtel de ville dans l'après-midi du 29 juillet. Le 31 juillet, alors que les députés ont offert au duc d'Orléans, qui l'a acceptée, la lieutenance générale du royaume, la commission municipale cherche à se transformer en exécutif provisoire et nomme des commissaires aux différents départements ministériels. Ces commissaires, dont la plupart seront confirmés dans leurs fonctions par Louis-Philippe d'Orléans le lendemain 1er août, forment, pendant à peine une journée, le ministère nommé par la commission municipale de Paris.
À partir de 1834, l'hôtel de ville accueille le conseil municipal de Paris.

### Second Empire
Sous le Second Empire, l'Hôtel de ville est utilisé par le nouveau régime pour mettre en scène son pouvoir. Ainsi, dès 1852, lors du plébiscite en faveur de Napoléon III, on pavoise l'Hôtel aux couleurs de l'Empereur et c'est là-bas qu'est faite la proclamation impériale. Il deviendra aussi le siège de la Préfecture, en plus d'accueillir de grandes fêtes comme lors de la venue de la reine Victoria. Pour dégager son accès, Haussmann fera raser neuf rues pour créer l'avenue Victoria.

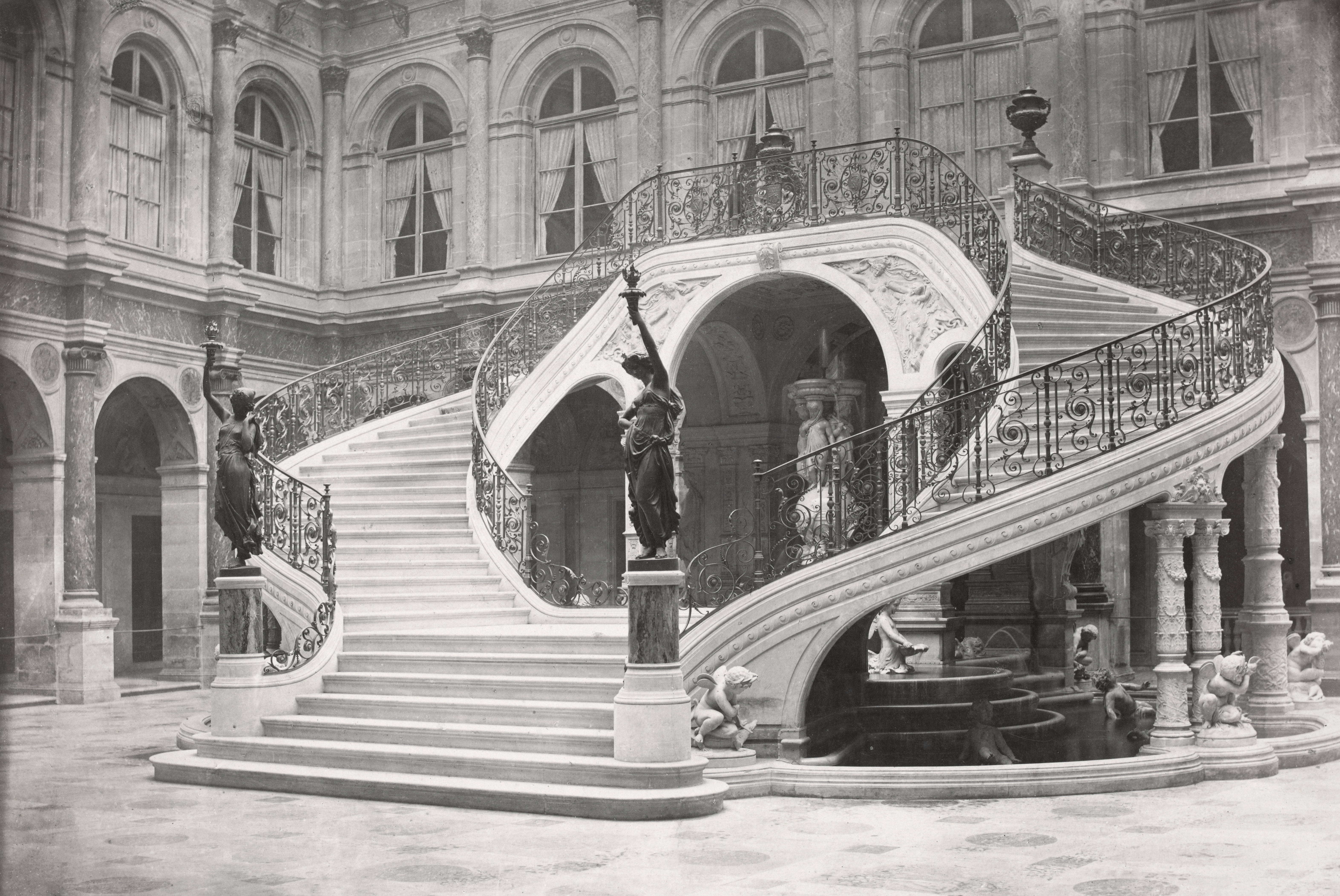
L'ancien escalier de l'hôtel de ville.
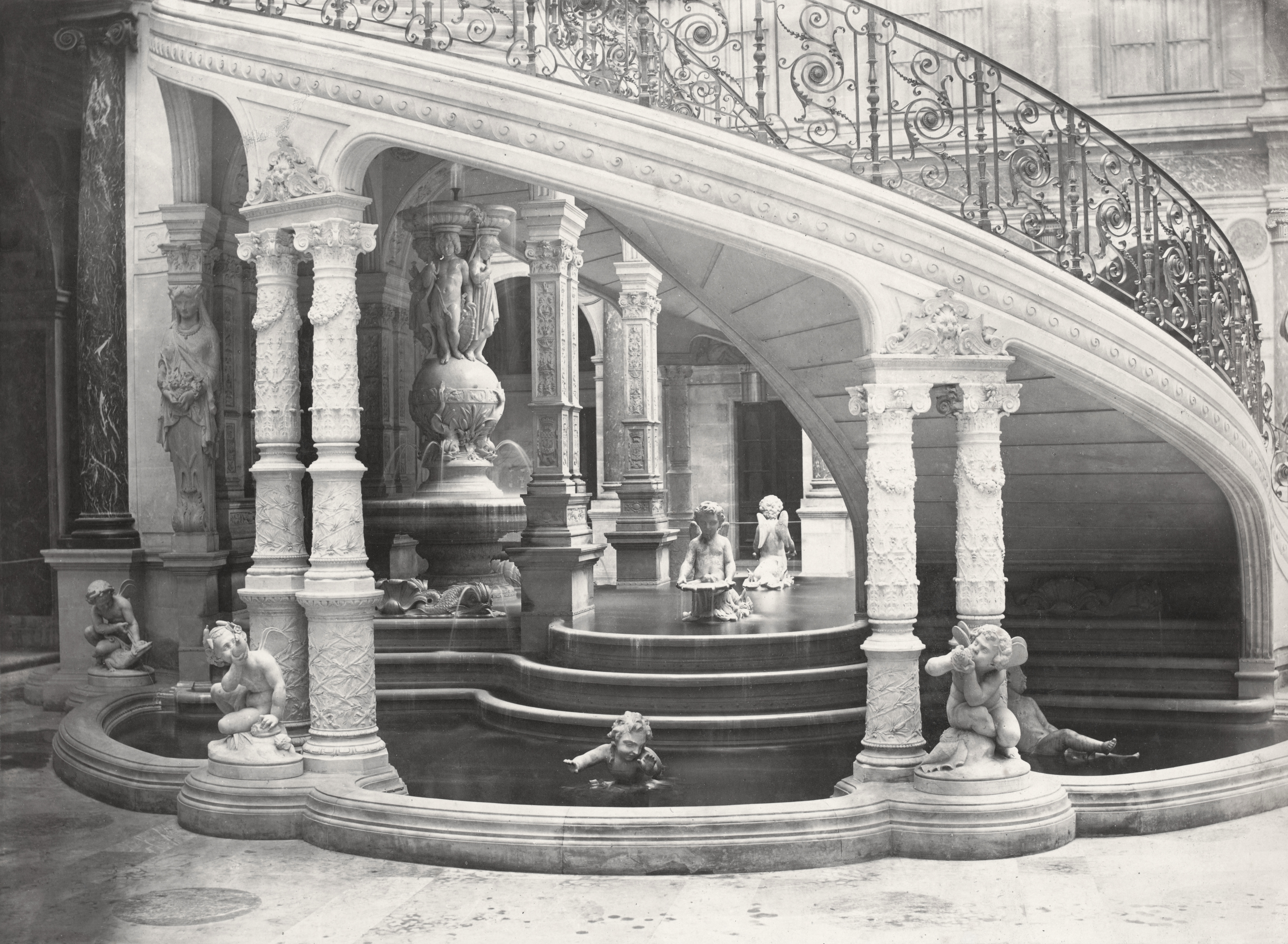
Détail de l'ancien escalier.
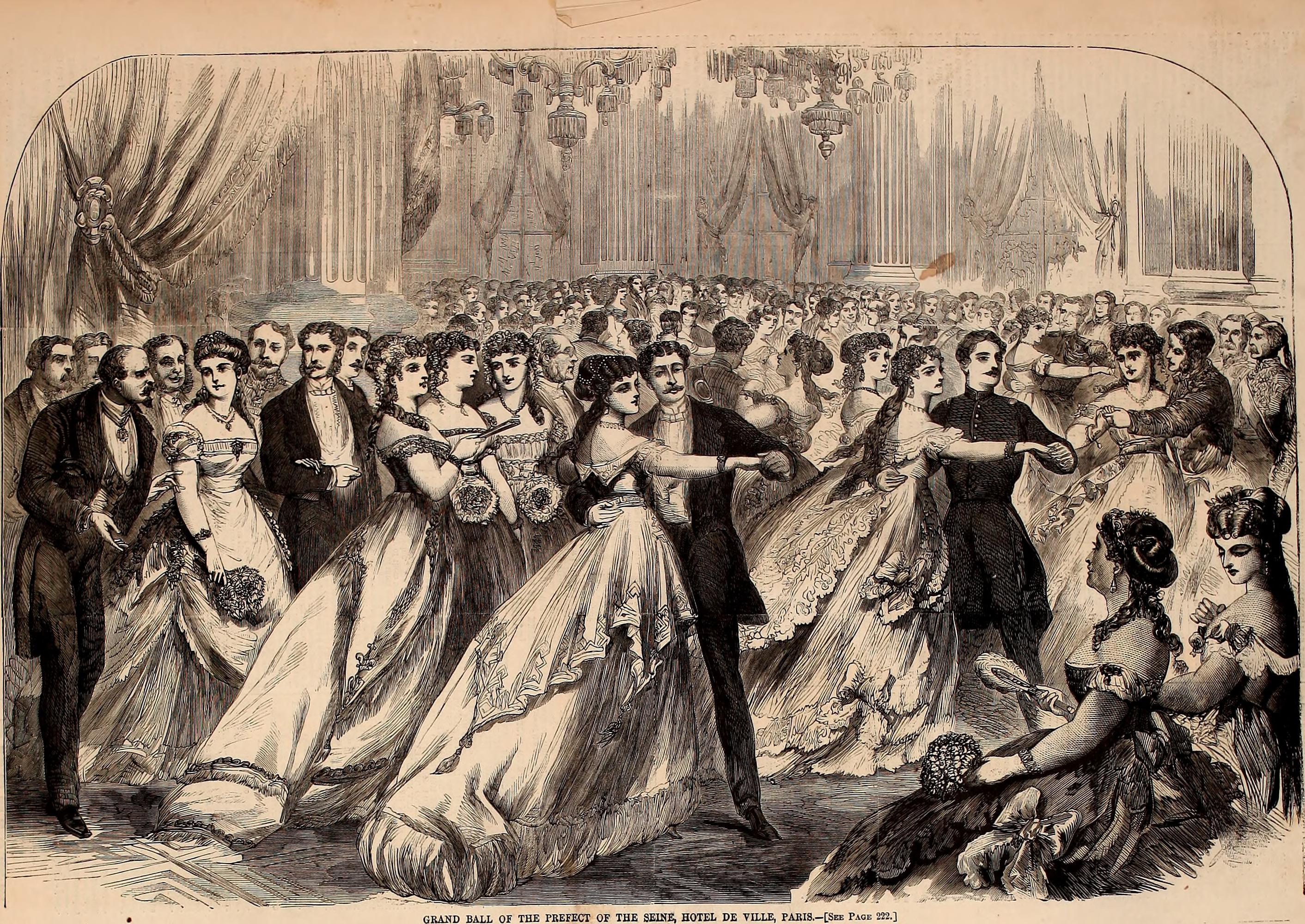
Grand bal du préfet de la Seine en 1857.
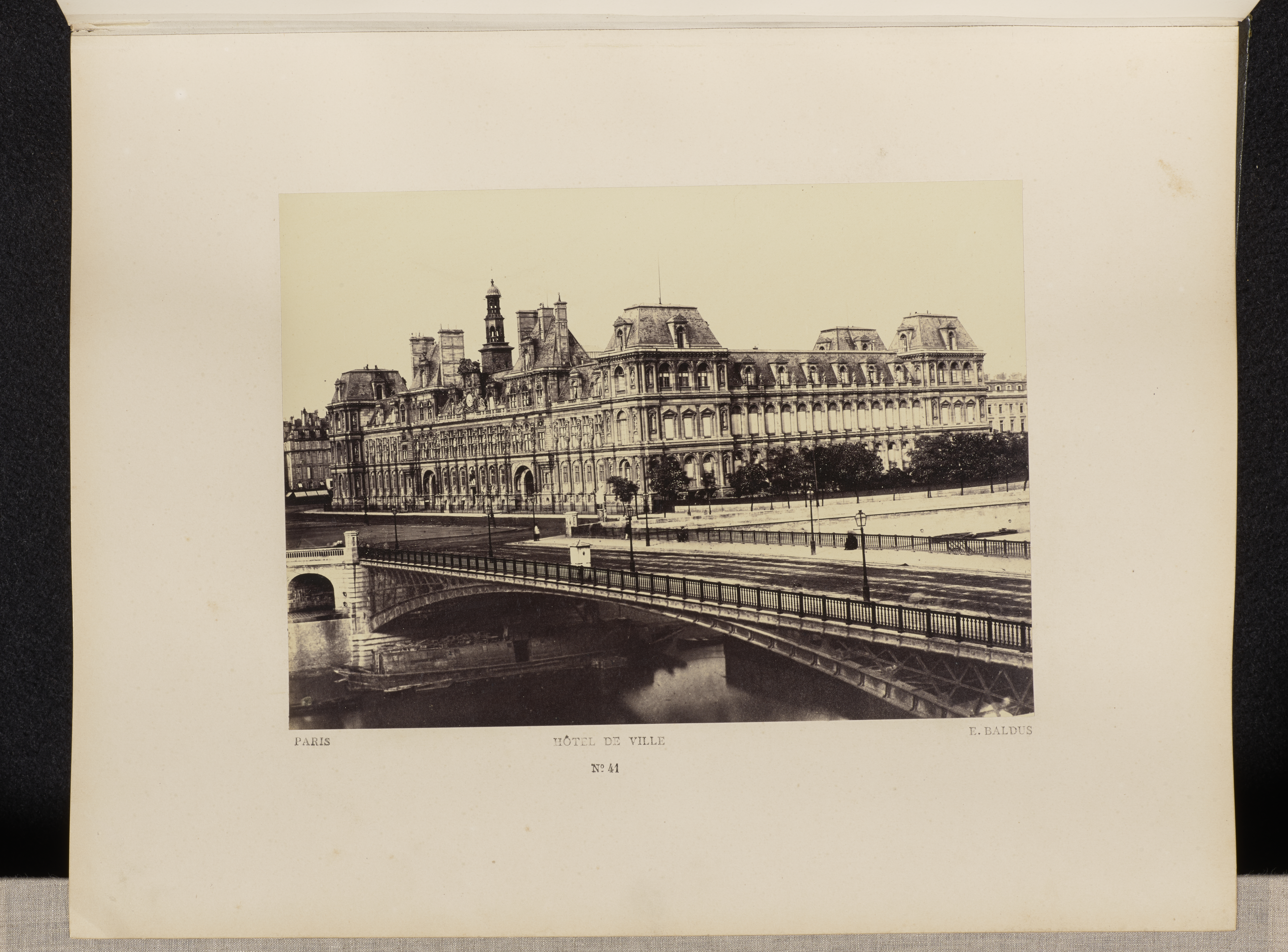
L'hôtel de ville dans les années 1860, photographié par Édouard Baldus.

### La guerre de 1870 et la Commune de Paris
Dans le contexte de la guerre franco-prussienne de 1870, alors que la nouvelle de la défaite de Sedan est connue et que, sous la pression de la foule qui a envahi le palais Bourbon, le Corps législatif ait prononcé la déchéance de l'empereur Napoléon III, le gouvernement de la Défense nationale est constitué à l'hôtel de ville.
Pendant la Commune de Paris, dirigés notamment par Jean-Louis Pindy, l'Hôtel de ville devient le siège du Conseil de la Commune et de la Garde nationale. Au cours de la Semaine sanglante, les Communards mettent le feu à plusieurs bâtiments afin de ralentir la progression de l'Armée des Versaillais. Les 23 et 24 mai 1871, ils incendient l'hôtel de ville, son annexe de l'avenue Victoria et une partie du palais de Justice. Les archives et la bibliothèque partent en fumée. Ainsi, les deux collections de l'état civil parisien — celle de la ville et celle du greffe — antérieures à 1860 sont perdues : la première dans l'incendie de l'hôtel de ville et la seconde dans celui du palais de Justice. Des vestiges déblayés de l'hôtel de ville sont exposés, dans la capitale, au parc Monceau, aux jardins du Trocadéro, dans le square Paul-Langevin et au musée Carnavalet,.

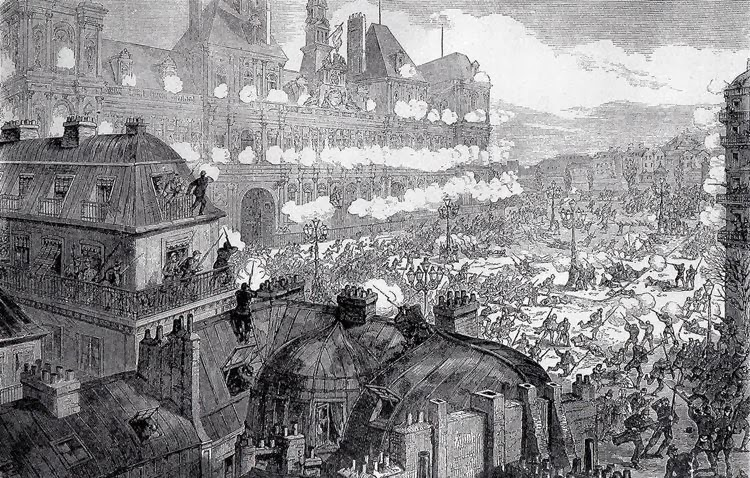
Soulèvement du 22 janvier 1871 à l'Hôtel de ville.
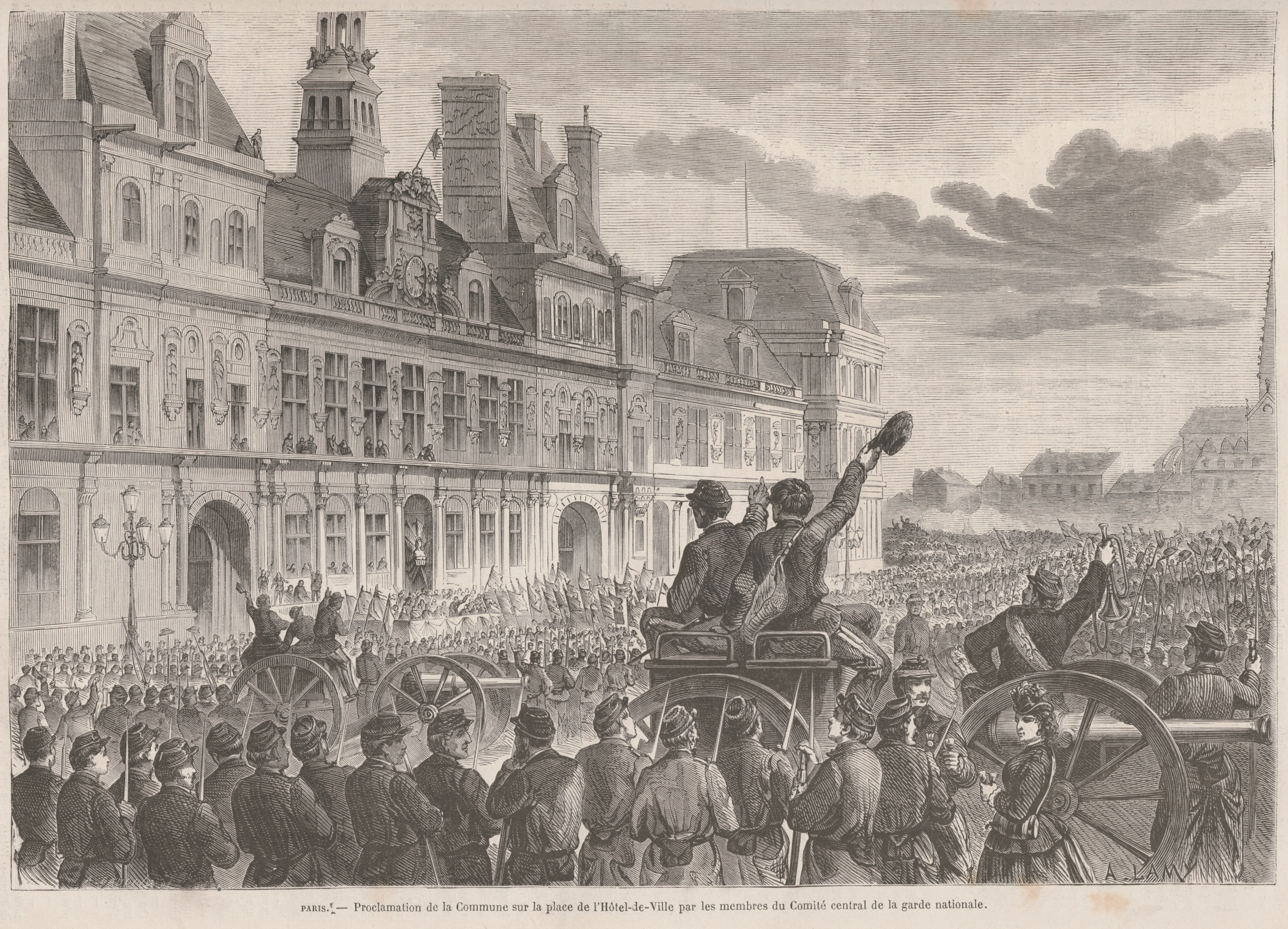
Proclamation des résultats des élections le 28 mars 1871 à l'Hôtel de Ville, où s'installe le Conseil de la Commune. Gravure d'Auguste Lamy.
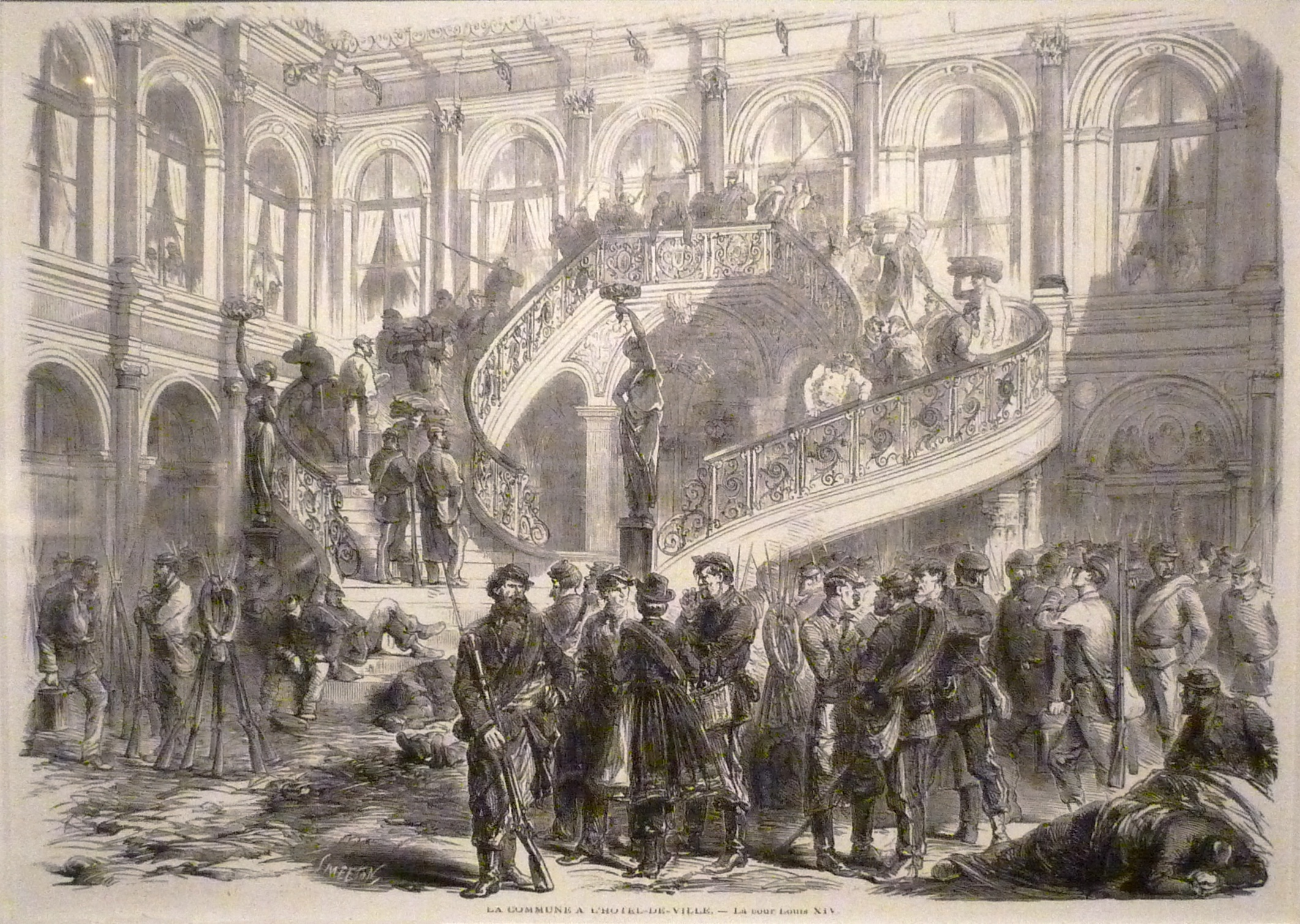
Gardes nationaux dans la cour Louis XIV, gravure de L'Illustration (1871).
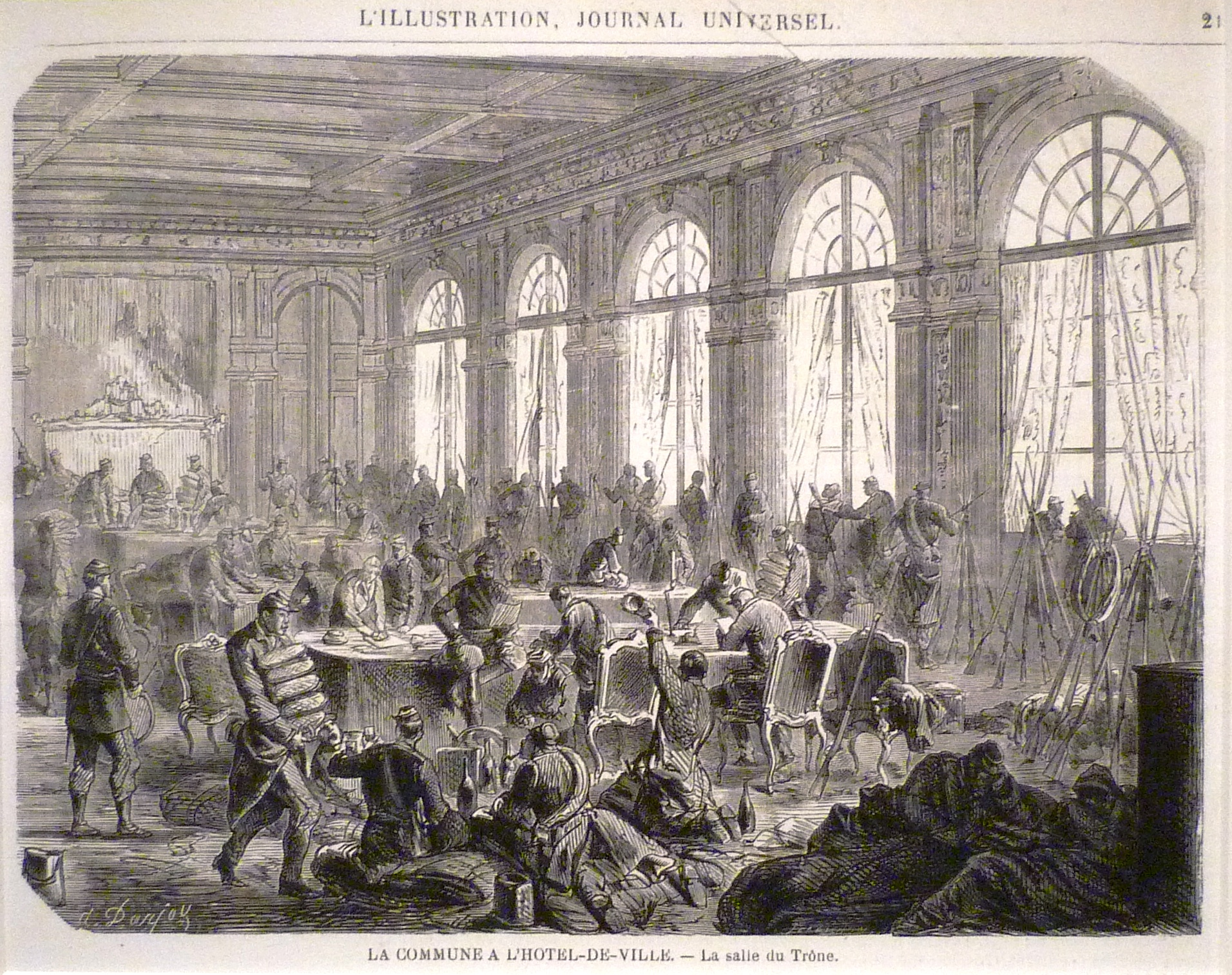
La salle du Trône de l'Hôtel de Ville. Gravure d'Alfred Darjou pour L'Illustration du 15 avril 1871.
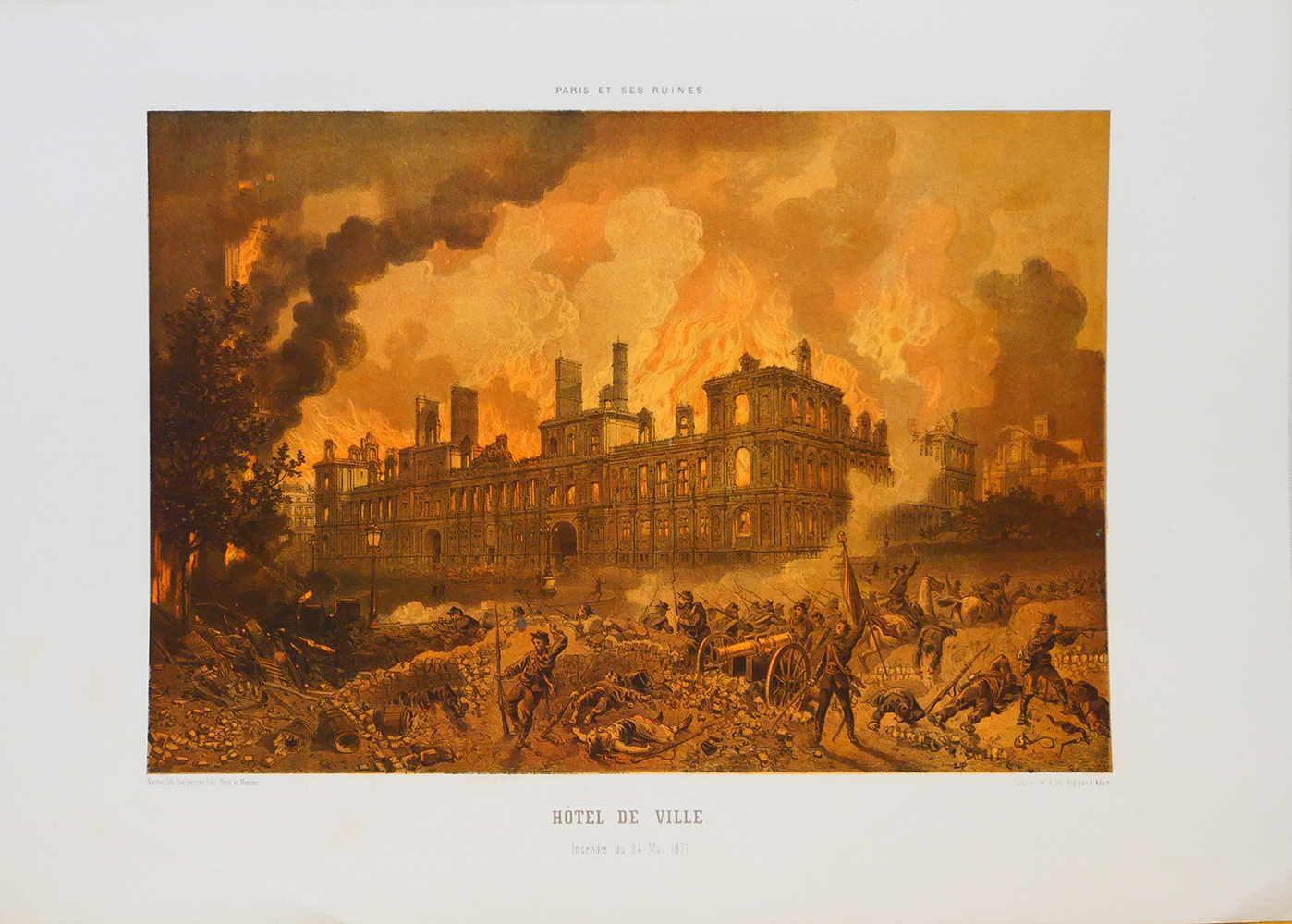
L'Hôtel de Ville incendié le 24 mai 1871 par les communards pour ralentir la progression des troupes versaillaises pendant la Semaine sanglante.
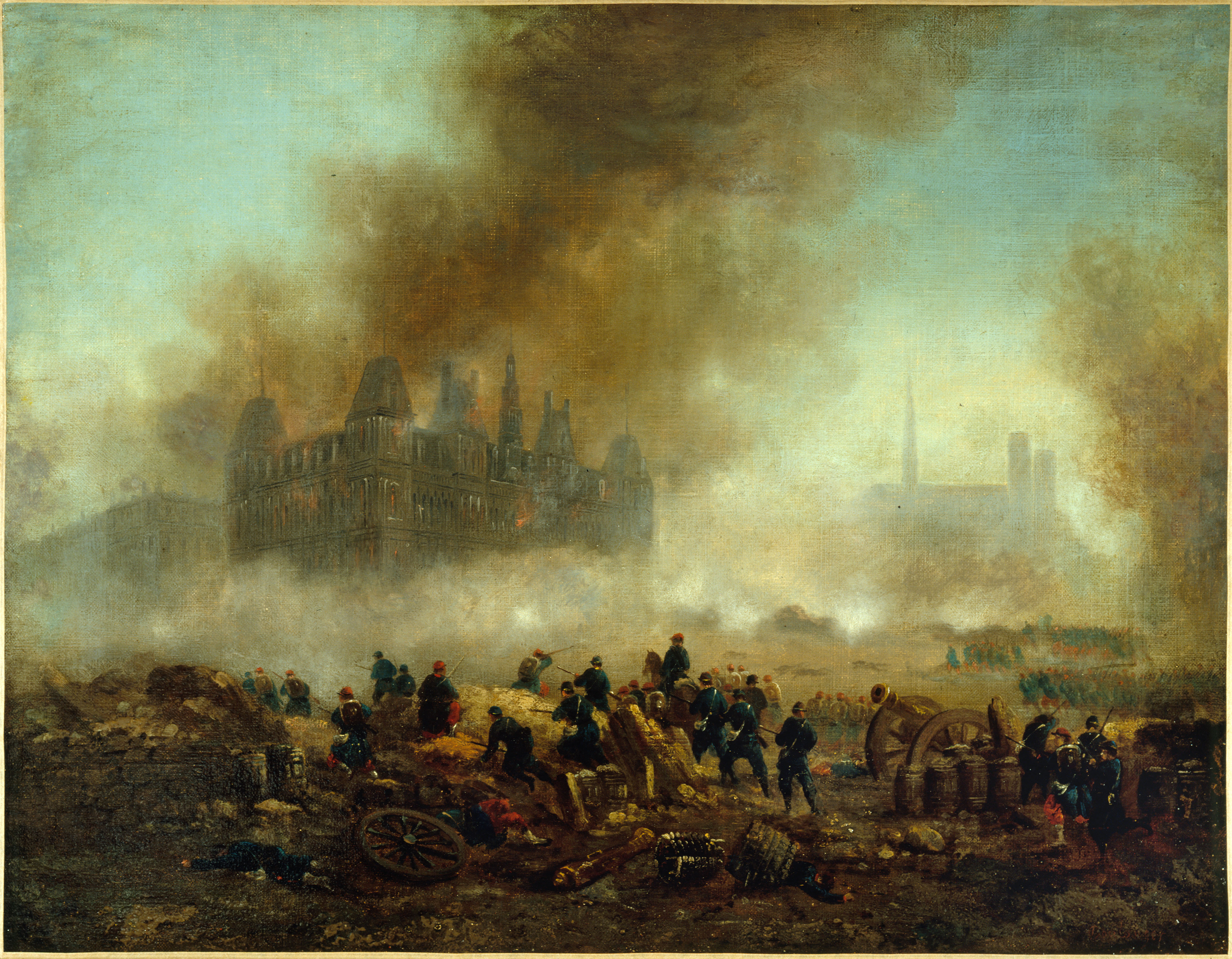
L'Armée de Versailles s'emparant de l'Hôtel de ville incendié. Peinture de Gustave Boulanger.
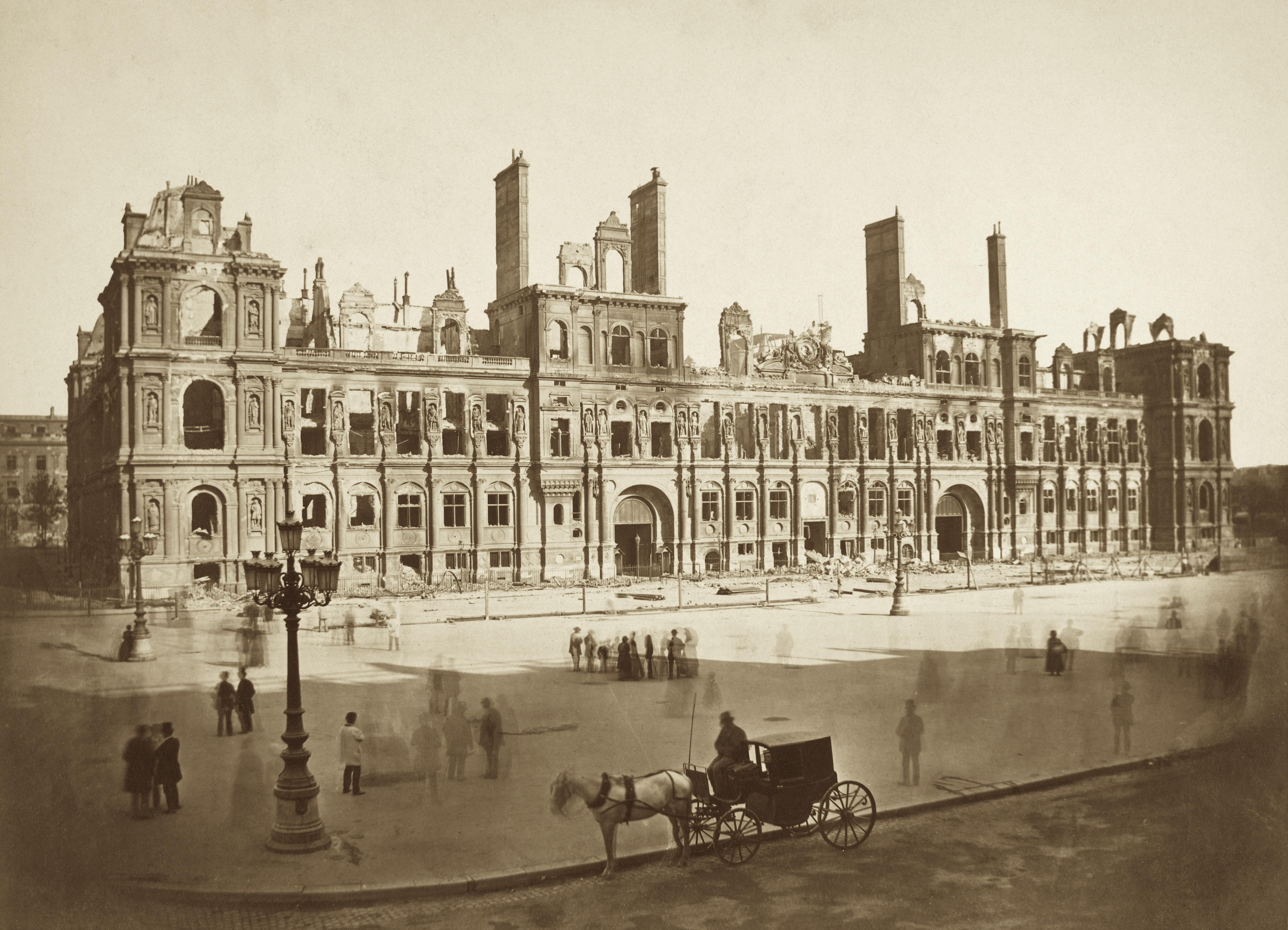
Ruines de l'hôtel de ville après l'incendie, photographie d’Auguste Hippolyte Collard.
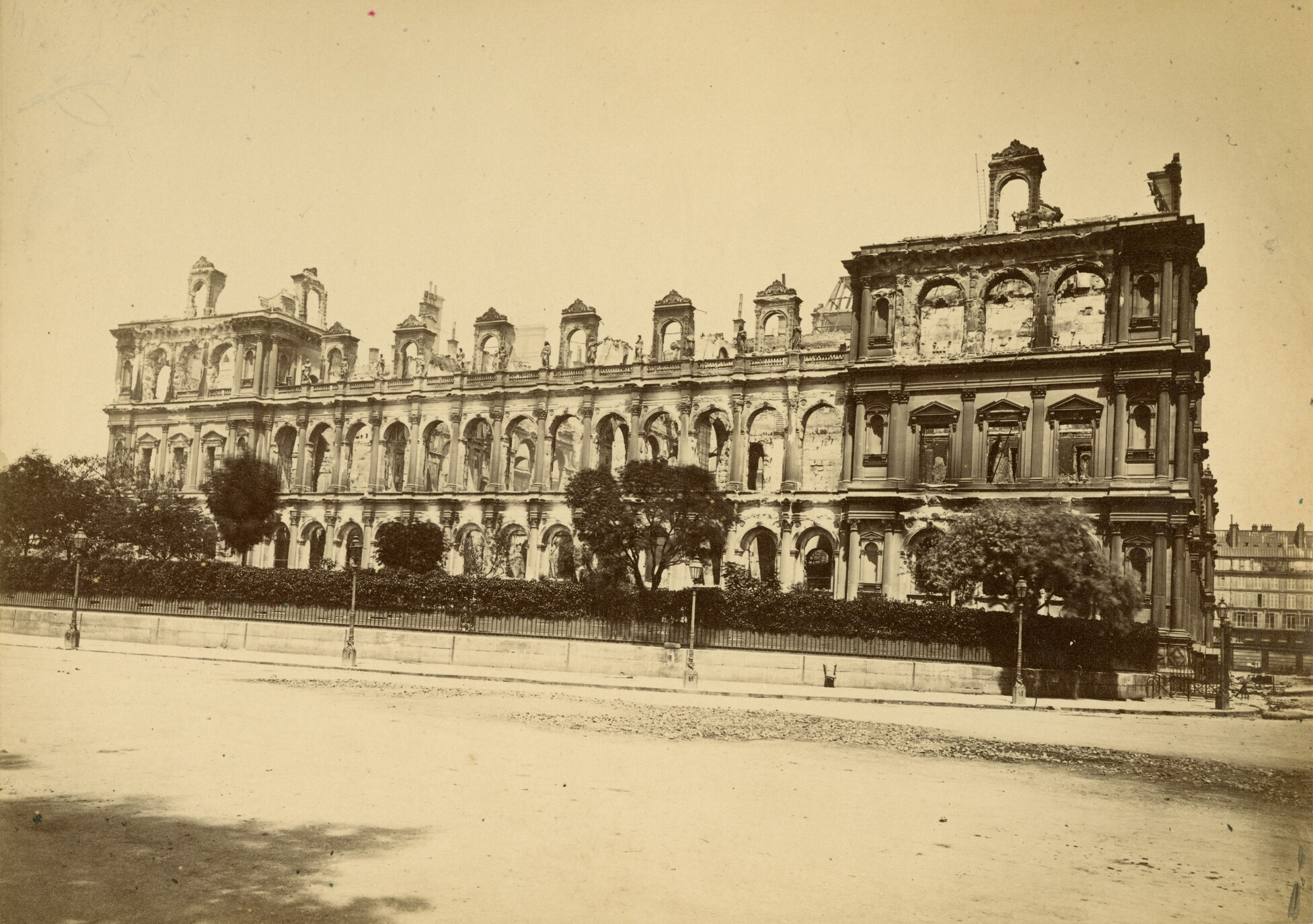
Hotel de Ville de Paris par Alphonse Liebert, 1871. Department of Image Collections, National Gallery of Art Library.

### Après la Commune
Le bâtiment est reconstruit entre 1874 et 1882 sur les plans des architectes Théodore Ballu et Édouard Deperthes. La façade, de style néo-Renaissance, s'inspire largement de celle du bâtiment disparu. Le nouvel édifice est néanmoins modernisé : électricité, téléphone, ascenseurs, chauffage central.

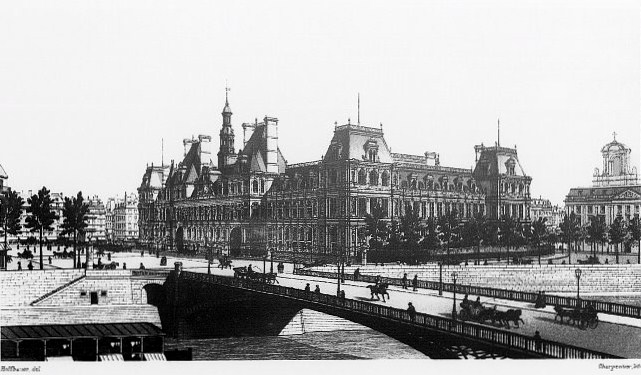
L'hôtel de ville reconstruit, à la fin du XIXe siècle.
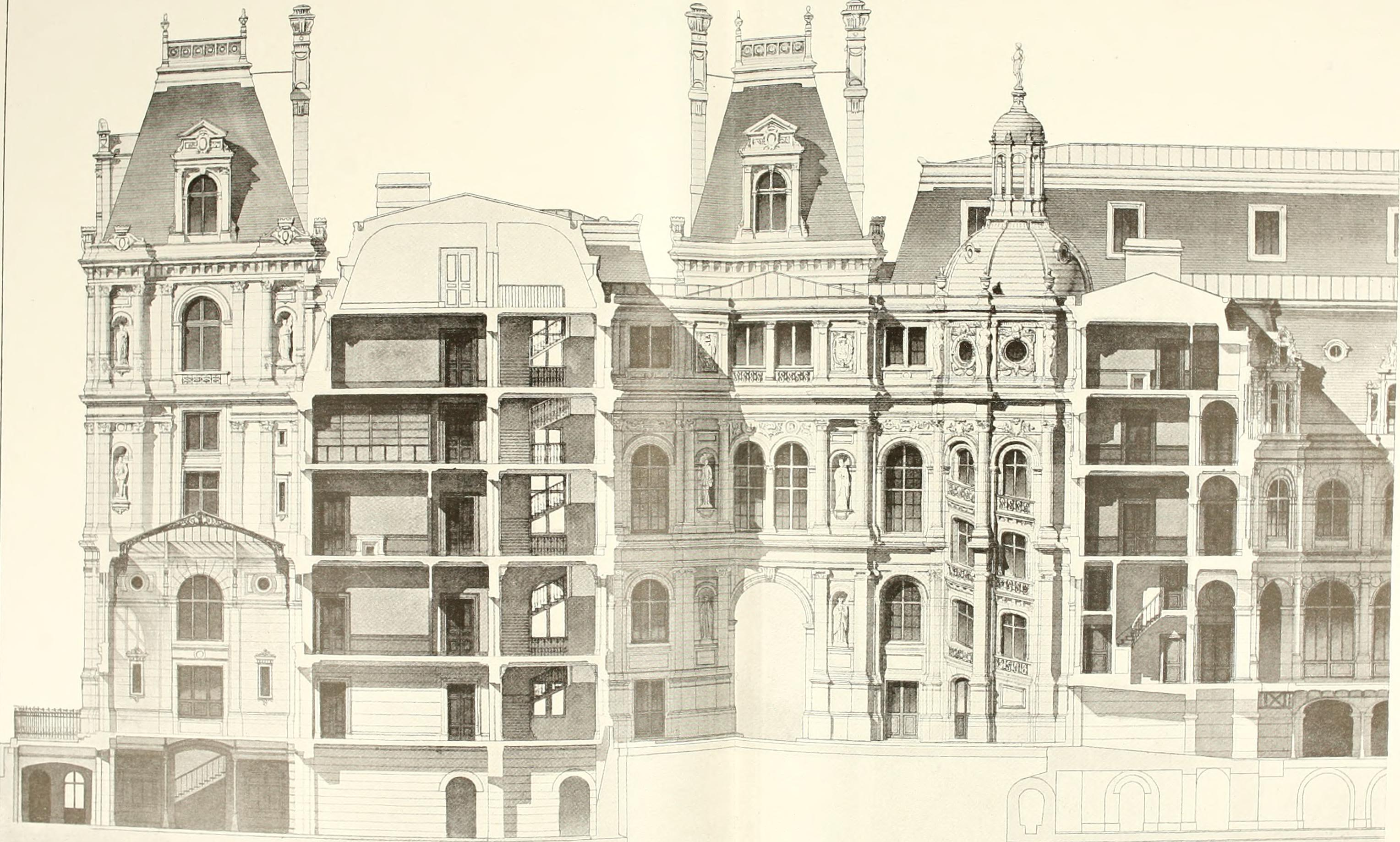
Le nouvel Hôtel de ville de Paris, 1872-1900.
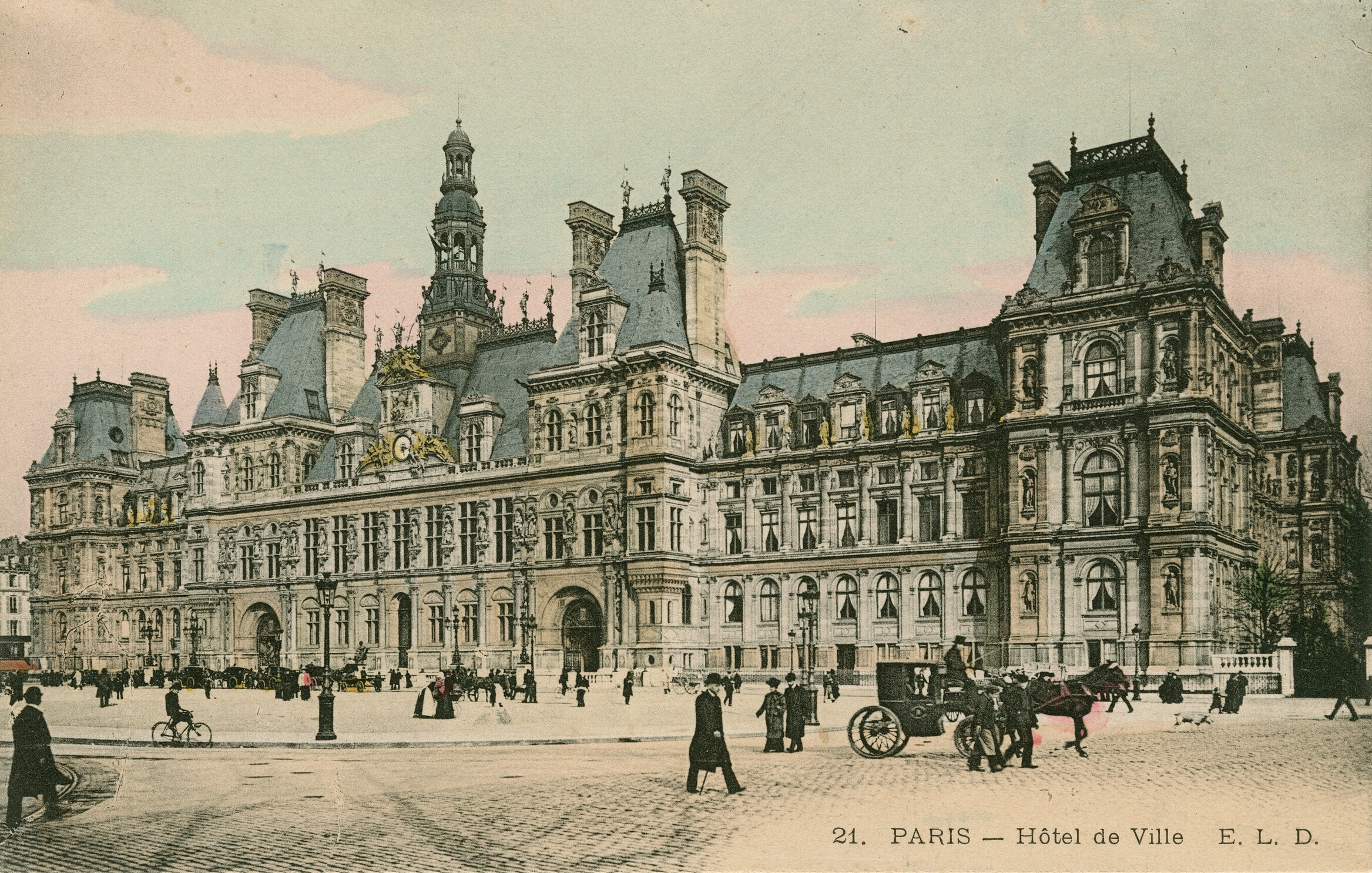
Carte postale de l'Hotel de Ville de Paris, 19e s. Department of Image Collections, National Gallery of Art Library.

En 1937, un bunker est construit dans les sous-sols, dans le cadre de la défense passive.
La place de Grève, rebaptisée place de l'Hôtel-de-Ville le 19 mars 1803, est aménagée en espace piétonnier en 1982.

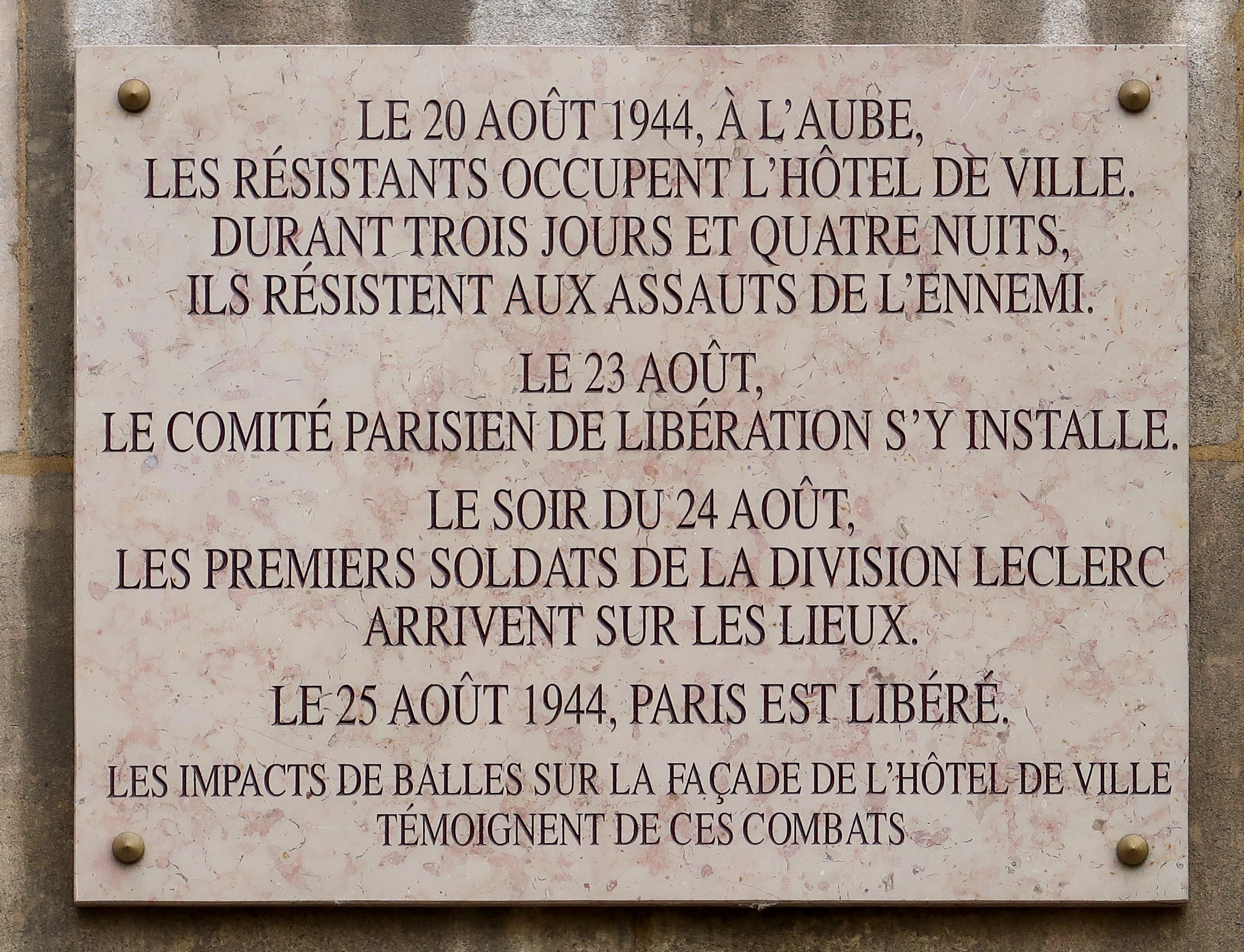
Plaque commémorant la Libération de Paris sur la façade rue de Rivoli.

Le 20 août 1944, des combattants du Comité parisien de la Libération se retranchent dans l'Hôtel de Ville tout en harcelant les soldats allemands. Le 25 août, le général de Gaulle y prononce un discours, où il déclare notamment : « Paris ! Paris outragé ! Paris brisé ! Paris martyrisé ! mais Paris libéré ».
Lieu de pouvoir où siège le Conseil de Paris et de prestige où sont reçus les hôtes du maire, l'hôtel de Ville est le plus grand bâtiment municipal en Europe. En 1977, la fonction de maire de Paris est recréée. Jusqu'à cette date, l'actuel bureau du maire (155 m2) était celui occupé par le préfet de Paris. Le maire disposait à l'origine d'un appartement de fonction de 1 200 m2, donnant sur le jardin (alors privé) de l'hôtel de ville. En 2003, Bertrand Delanoë y a fait installer une crèche, réalisée par l'architecte Marc Dilet.

## Architecture

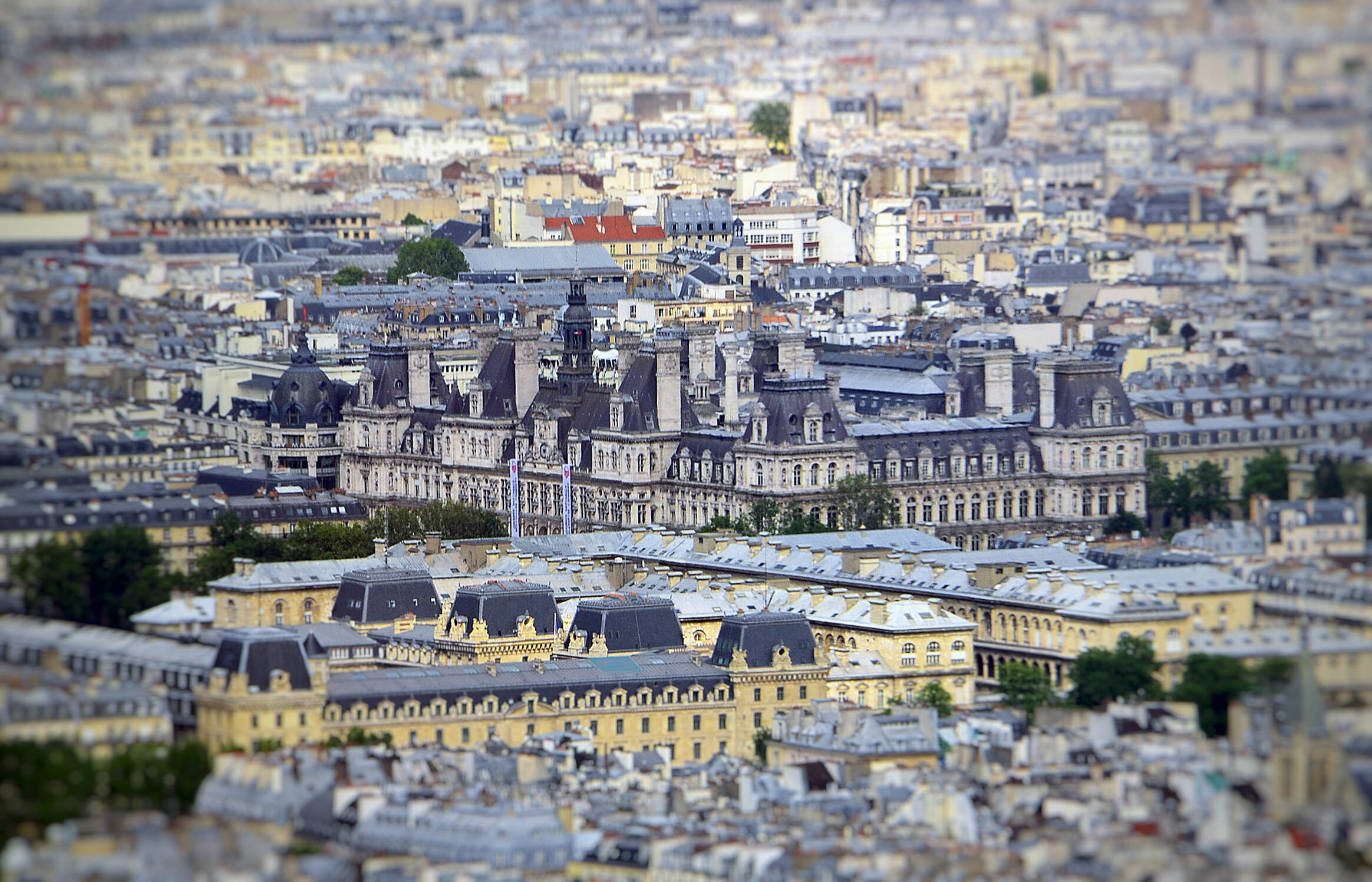
Hôtel de ville vu depuis la tour Montparnasse, en 2016.

La façade principale, d'une longueur de 143 mètres et d'une hauteur de 18,80 mètres (26,80 mètres pour celle des pavillons d'angle et 50 mètres pour le campanile), comprend un avant-corps central correspondant à l'ancien monument construit sous la Renaissance. Il se relève à ses extrémités en deux pavillons flanqués chacun d'une tourelle carrée en encorbellement, dans lesquels sont percées deux portes d'accès aux cours, fermées par des grilles en fer forgé, portant les armes de la Ville de Paris. Ce corps central et ses deux pavillons sont élargis de chaque côté par une petite aile en retrait de six mètres qui se termine par un pavillon d'angle. Dans chaque travée s'ouvrent, au rez-de-chaussée et au premier étage, des baies plein cintre et rectangulaires surmontées de mezzanines, encadrées de pilastres et de colonnes engagées. L'étage suivant de la façade intermédiaire comporte un comble percé de lucarnes en pierre qui renferment une baie rectangulaire. L'étage des pavillons est différent, avec une travée centrale comportant une baie plein cintre précédée d'un balcon à balustrade et deux travées latérales ornées de niches avec statues, étage surmonté d'un toit à la Mansart couronné d'une galerie à jour avec piédestaux d'angle supportant des vases à flamme. Le fronton central qui occupe trois travées est orné d'une horloge dont le cadran est accosté des figures du Travail et de L'Instruction, reliées à la balustrade par deux demi-frontons portant les figures couchées de La Seine et de La Marne. Au-dessus de l'horloge, une grande figure assise symbolisant la Ville de Paris est couronnée d'un fronton portant les armes de la Ville soutenues par deux figures couchées, allégories de La Prudence et La Vigilance. Derrière l'horloge se dresse le beffroi, campanile octogonal flanqué de quatre chimères accroupies et couvert d'un dôme à écailles amorti par un lanternon à balustrade en fer forgé. Les toitures sont couronnées de chevaliers du XVe siècle en cuivre repoussé tenant des oriflammes. Les grandes souches de cheminées sont couronnées d'un entablement à consoles surmonté d'un acrotère orné de rosaces et terminé par une corniche.
Sa surface totale est de 55 000 m2.

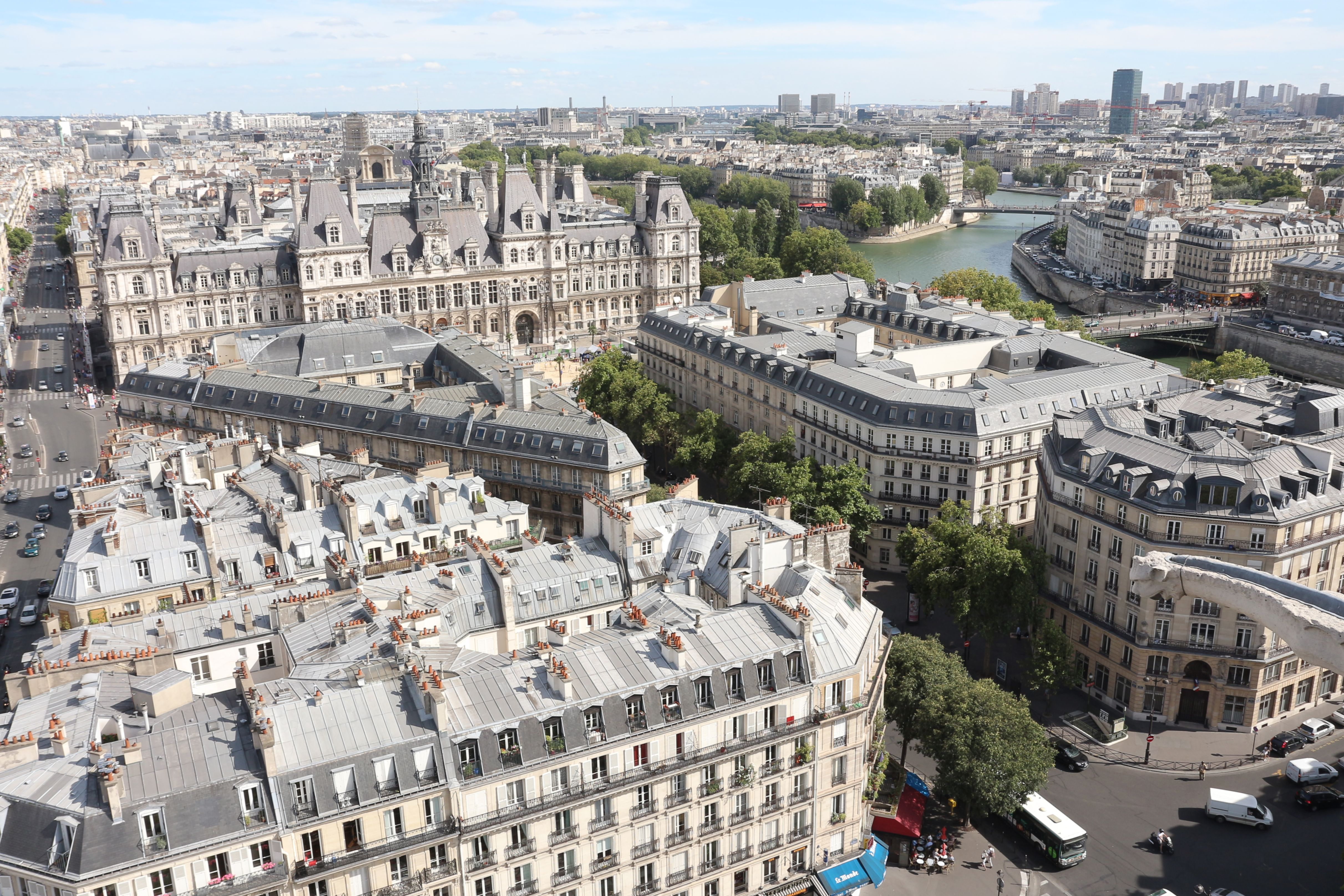
L'Hôtel de Ville et la Seine, depuis le sommet de la tour Saint-Jacques.
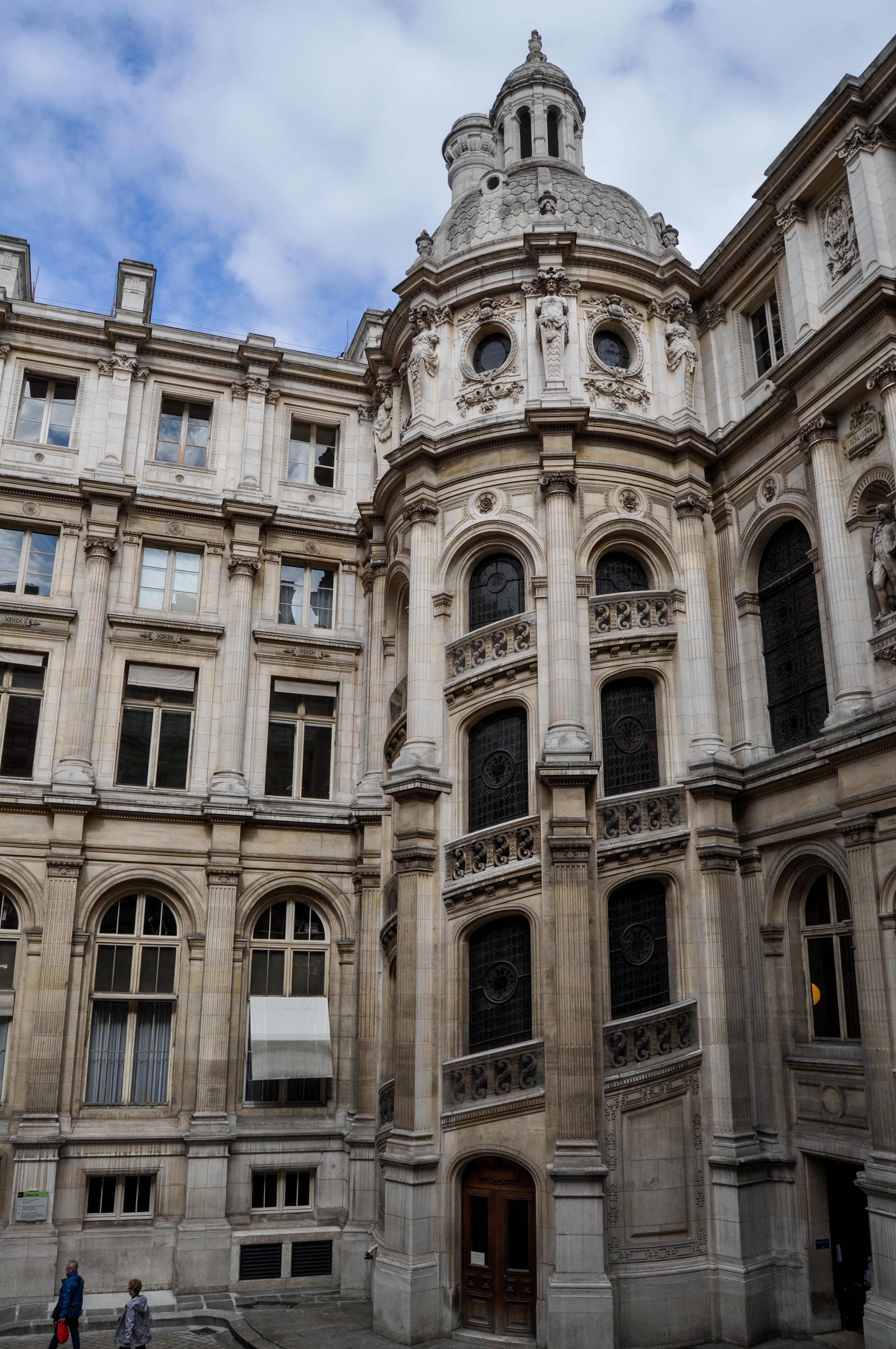
Cour intérieure.
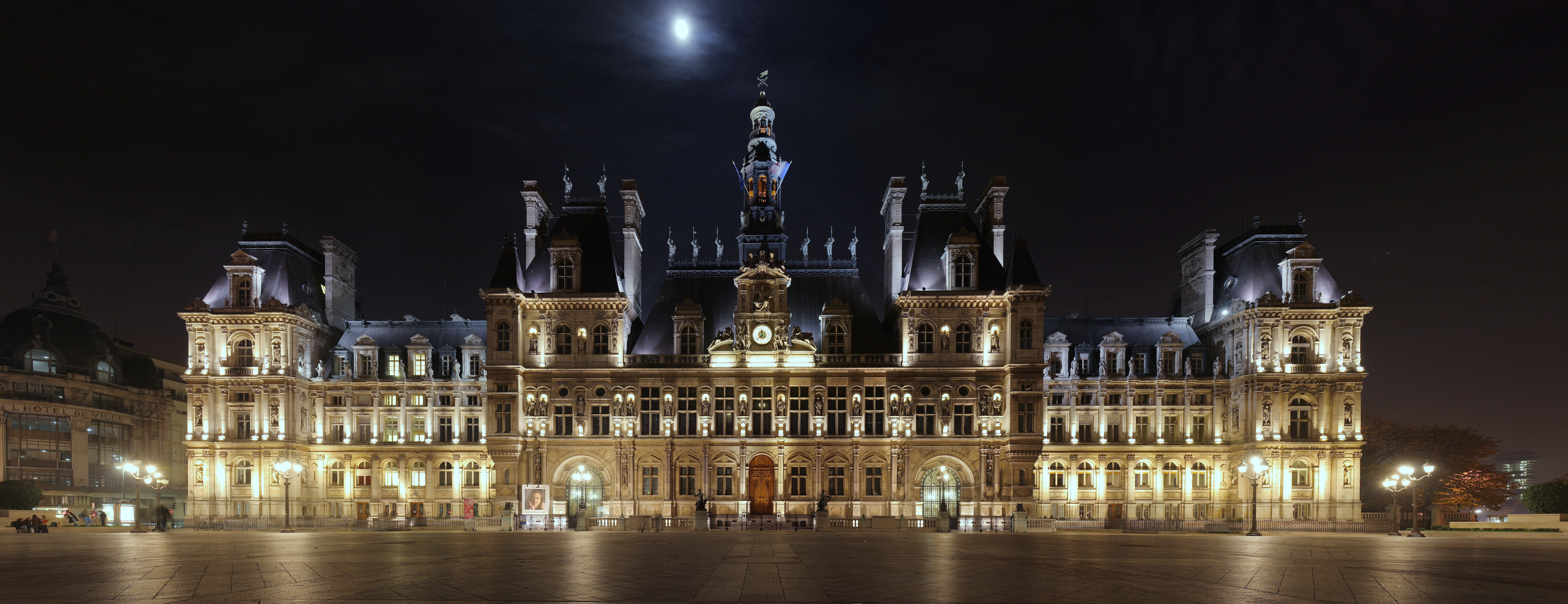
Vue panoramique de nuit.
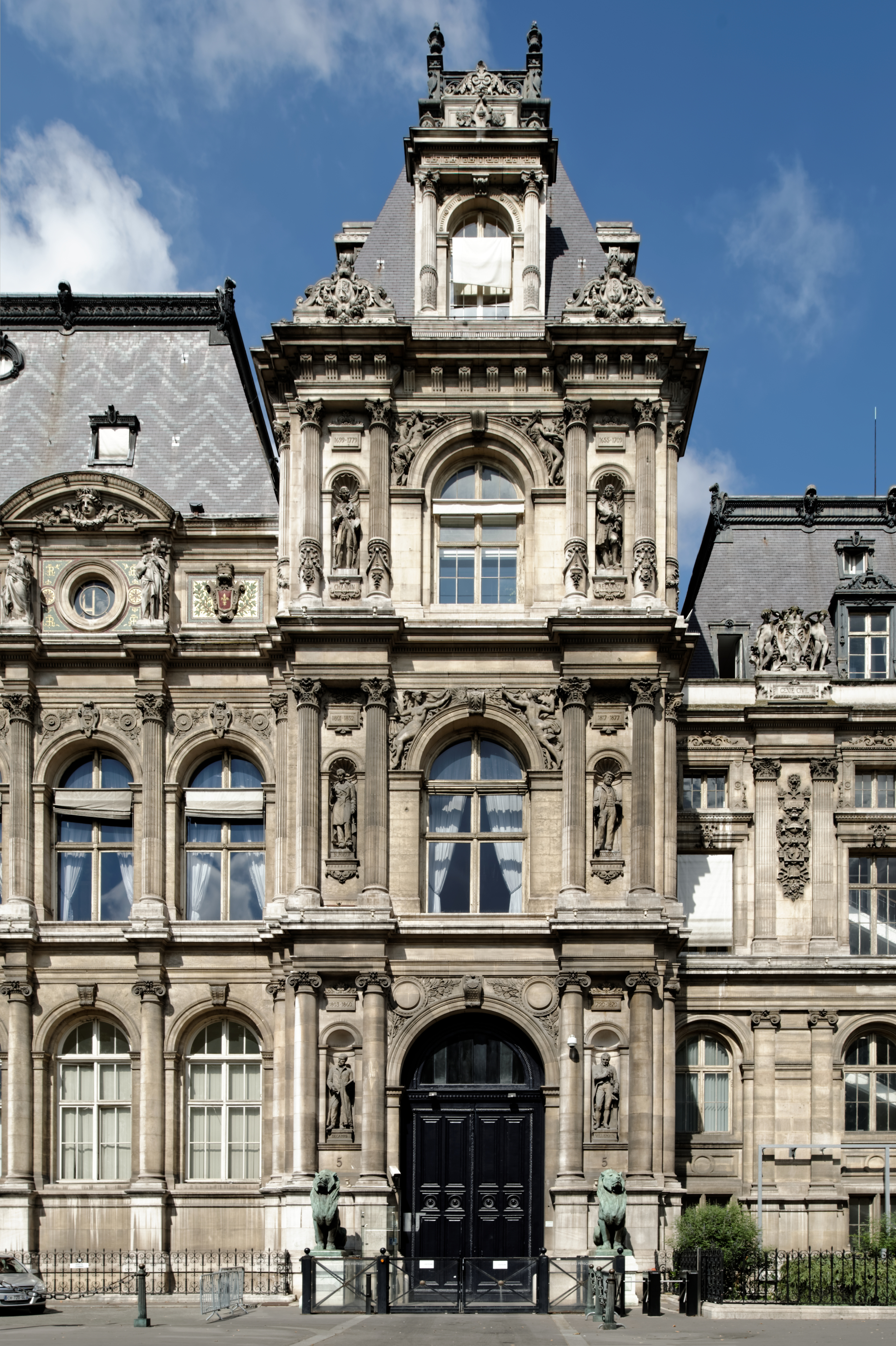
Facade est de l'Hôtel de Ville (détail).
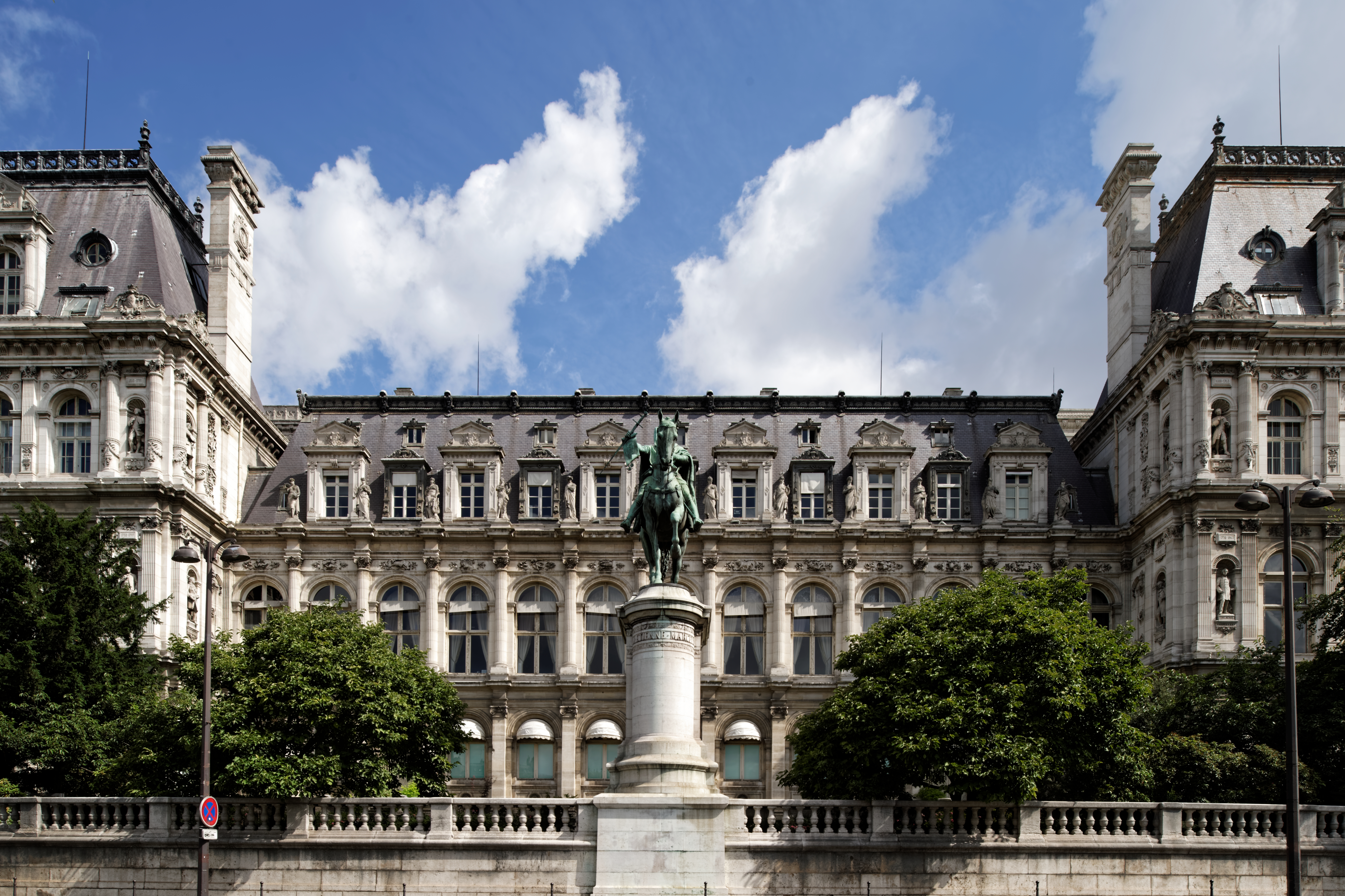
L'hôtel de ville de Paris, façade sud (détail).
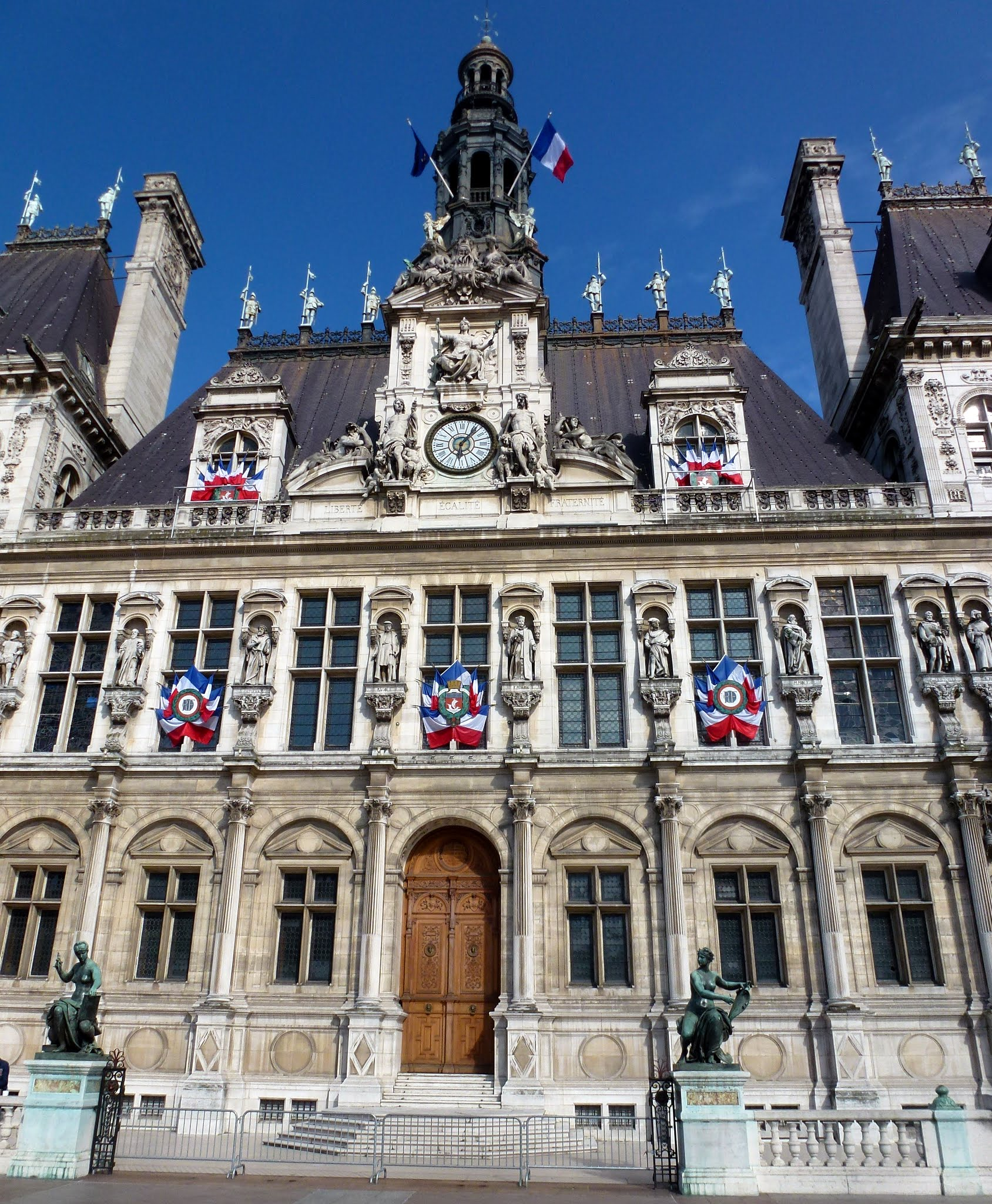
Façade principale.
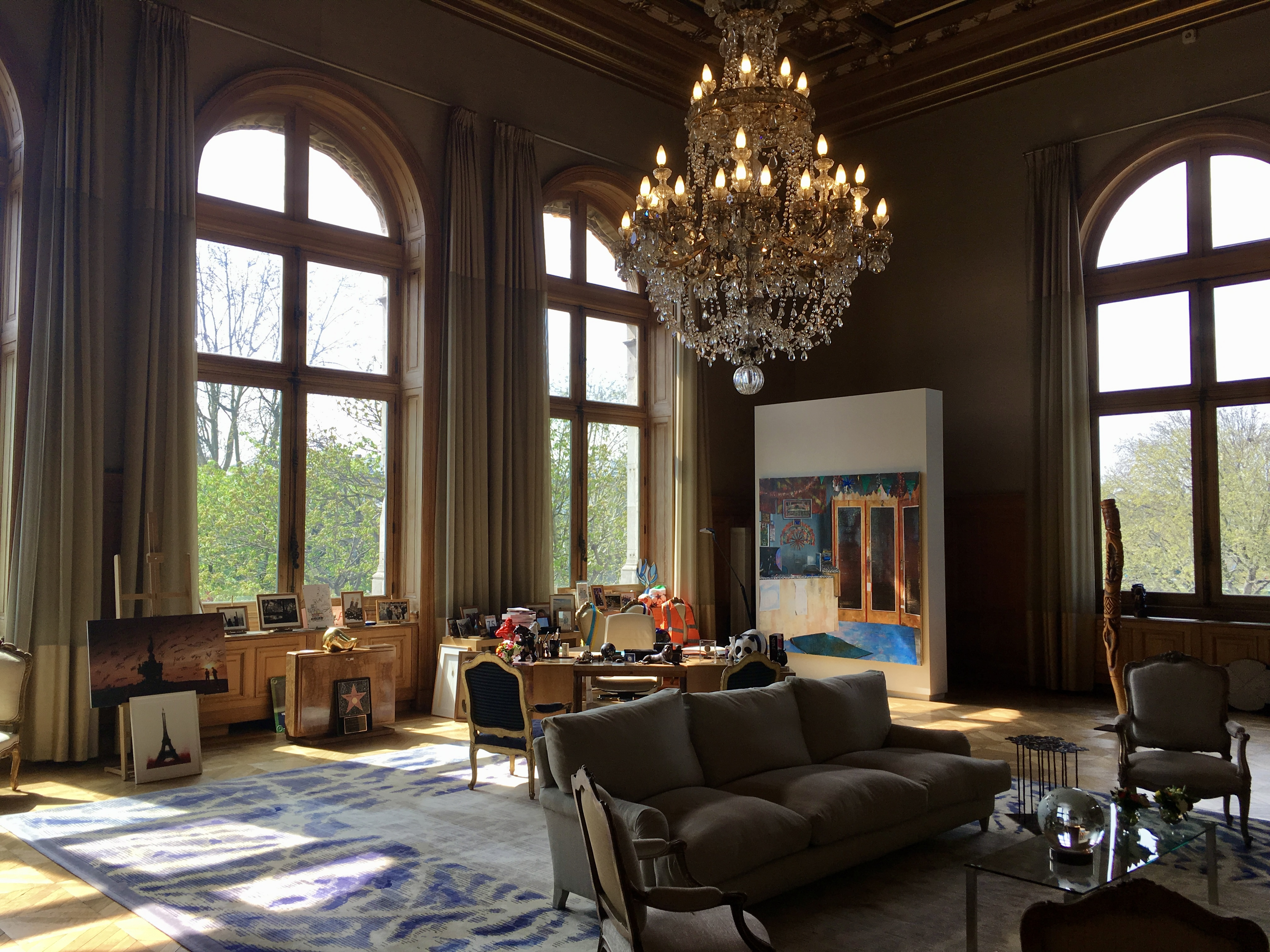
Bureau du maire.
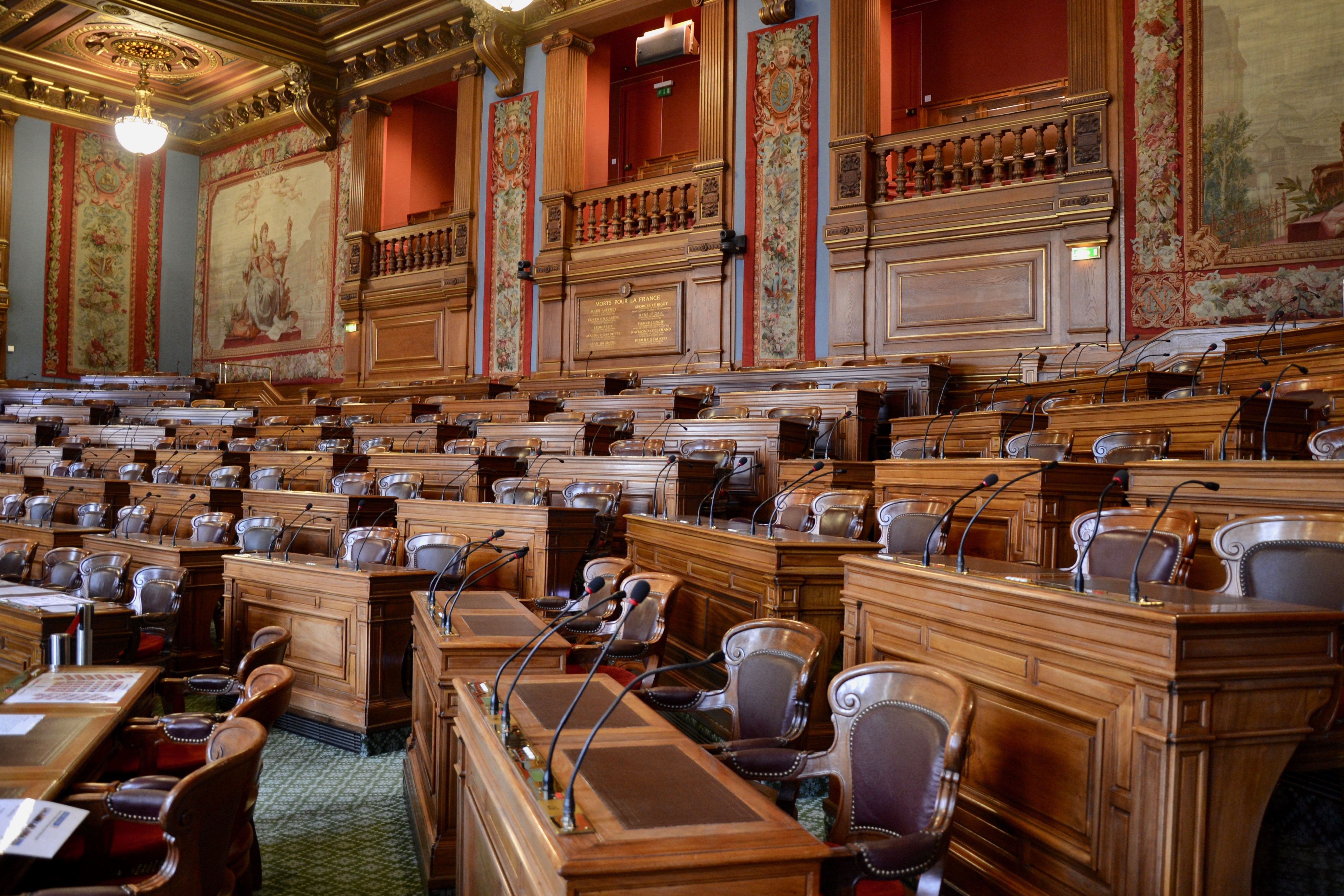
Salle du Conseil de Paris.

### Statuaire de la façade
La façade principale est ornée de personnages marquants de la ville de Paris, artistes, savants, politiciens, industriels. L'ancien hôtel de ville agrandi sous Louis-Philippe avait déjà été orné de statues en pied représentant les hommes illustres de la capitale. Elles ont pour la plupart été détruites lors de la Commune de Paris.
Sur le parvis sont situées deux statues de bronze, allégories de L'Art par Laurent Marqueste et de La Science par Jules Blanchard.

### Salle des fêtes
La salle des fêtes de l'hôtel de ville de Paris a été conçue comme une réplique « républicaine » de la galerie des Glaces du château de Versailles construite deux siècles plus tôt.
Après avoir été incendié durant la Commune de Paris (1871), l'hôtel de ville a été reconstruit en style néo-Renaissance durant la Troisième République. Les fresques sur les voussures de la salle des fêtes représentent seize provinces de France. Elles sont l'œuvre des quatre peintres Jean-Joseph Weerts, François-Émile Ehrmann, Paul Milliet et Ferdinand Humbert.
| Voussures Nord par Jean-Joseph Weerts - Flandre - Picardie | Voussures Est par François-Émile Ehrmann - Berry - Champagne - Bretagne - Bourgogne - Auvergne - Lorraine | Voussures Sud par Paul Milliet - Normandie - Comté de Nice | Voussures Ouest par Ferdinand Humbert - Algérie - Lyonnais - Languedoc - Gascogne - Provence - Guyane |

Certaines provinces françaises manquent dont la Franche-Comté, le Limousin ainsi que le Bourbonnais. En outre, l'Alsace annexée à l'Allemagne en 1871 (récupérée en 1919 par le Traité de Versailles) est absente, tandis que l'Algérie annexée à la France à partir de 1830 (devenue indépendante en 1962 à la suite d'un référendum sur l'autodétermination) est présente sous la forme d'une femme voilée.

La salle des fêtes
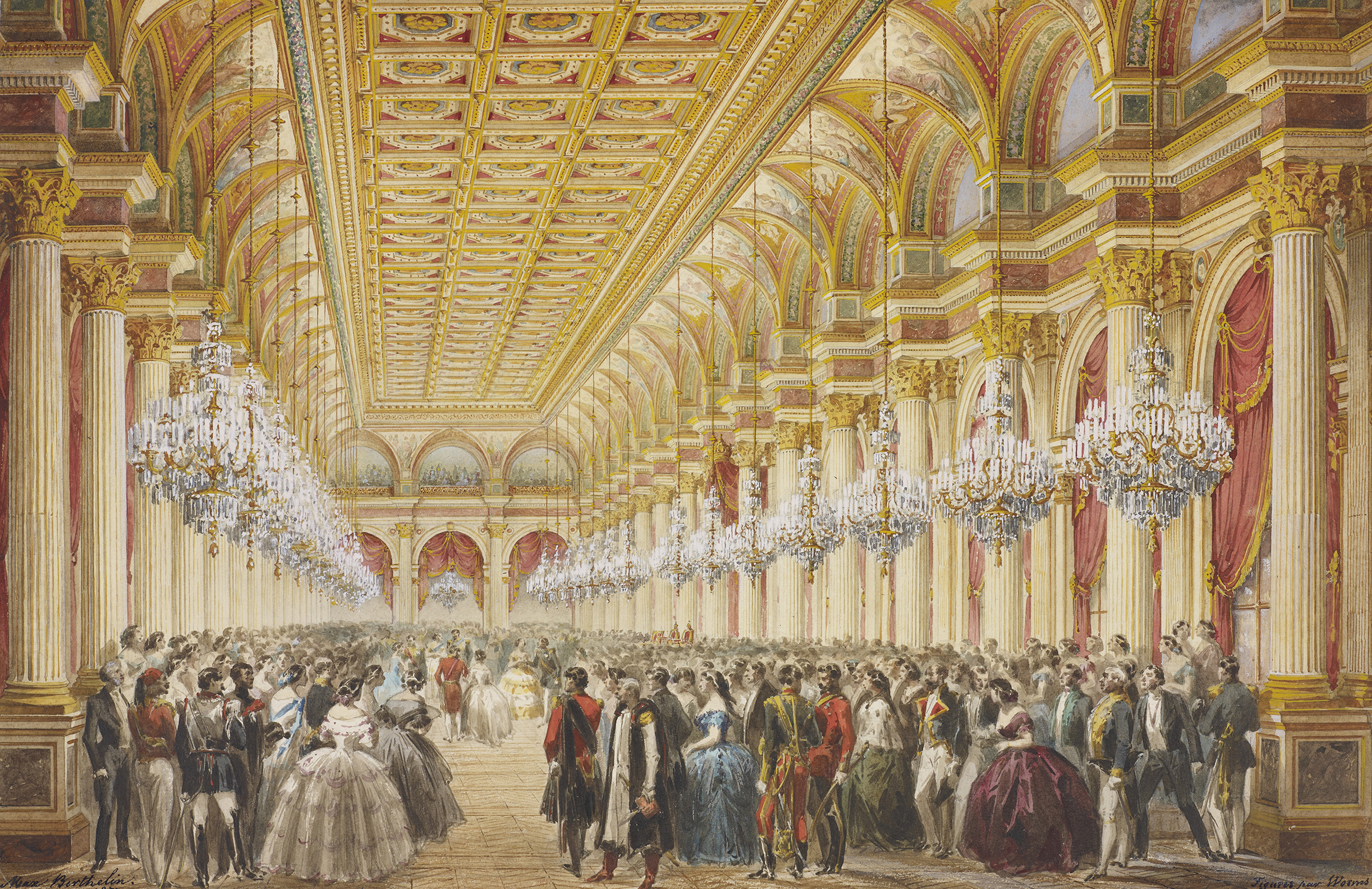
Max Berthelin, La Salle des fêtes de l'hôtel de ville de Paris lors de la visite de la reine Victoria le 23 août 1855.
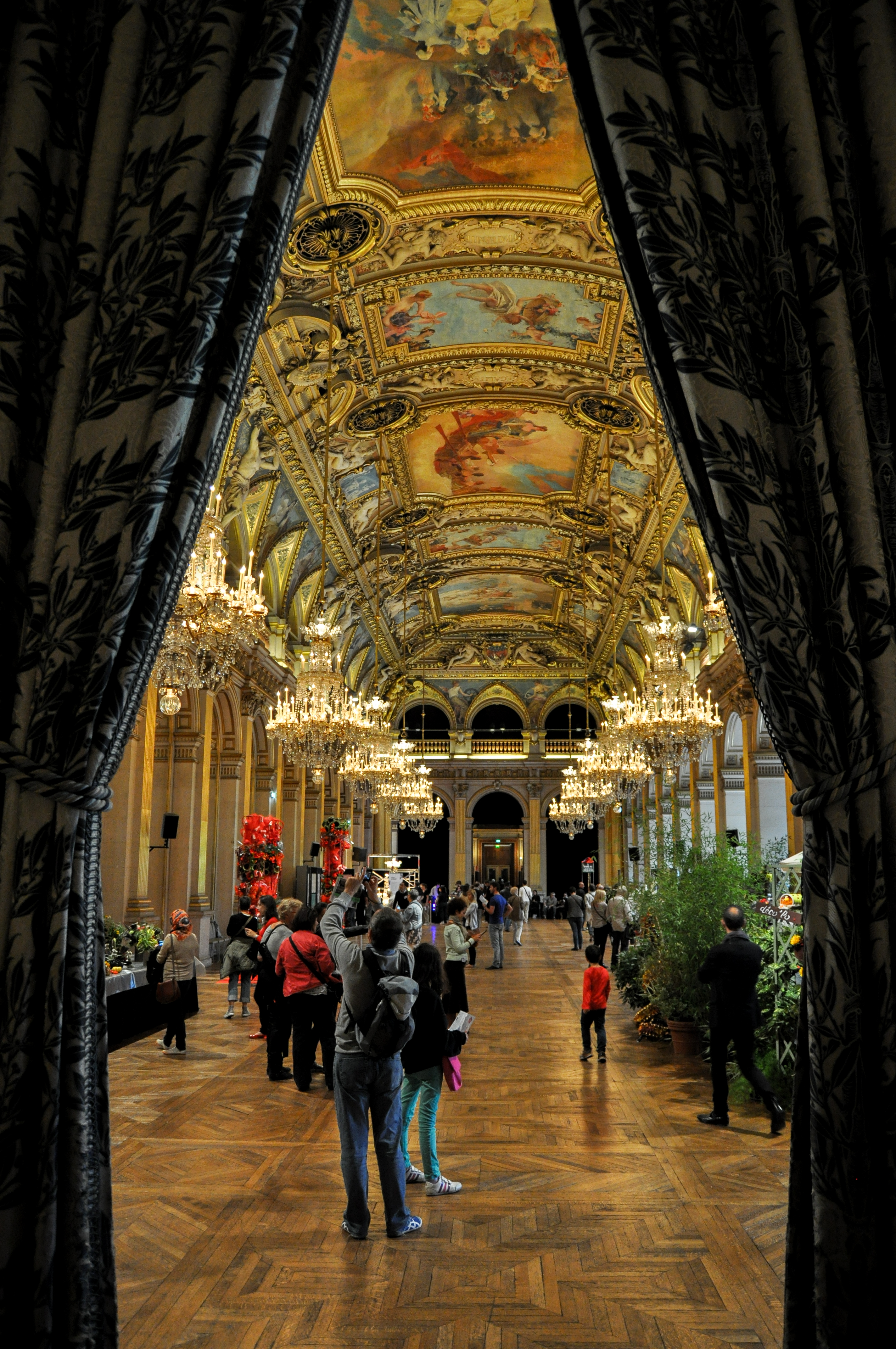
La salle des fêtes en 2013.
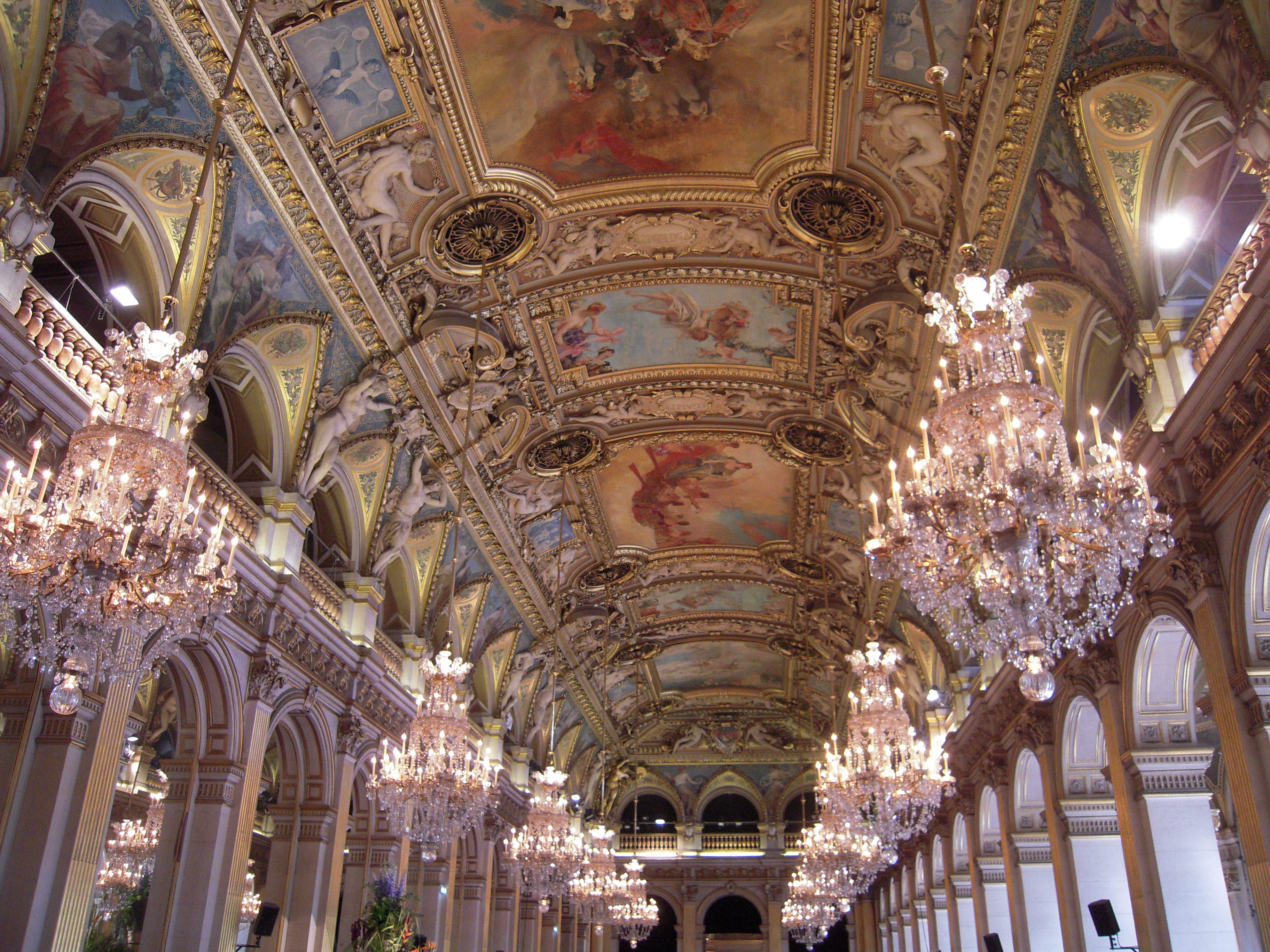
Le plafond.
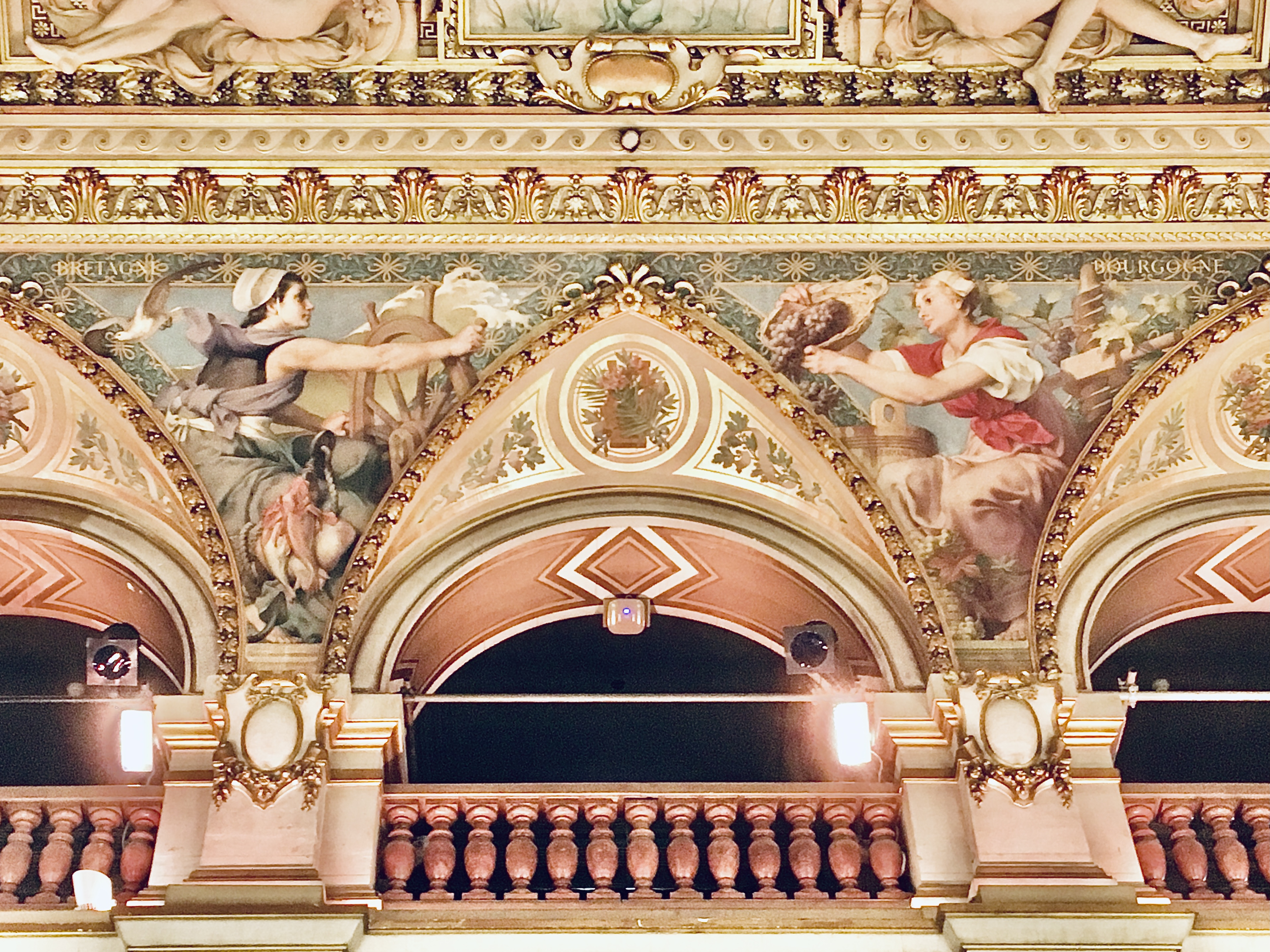
François-Émile Ehrmann, La Bretagne et La Bourgogne.
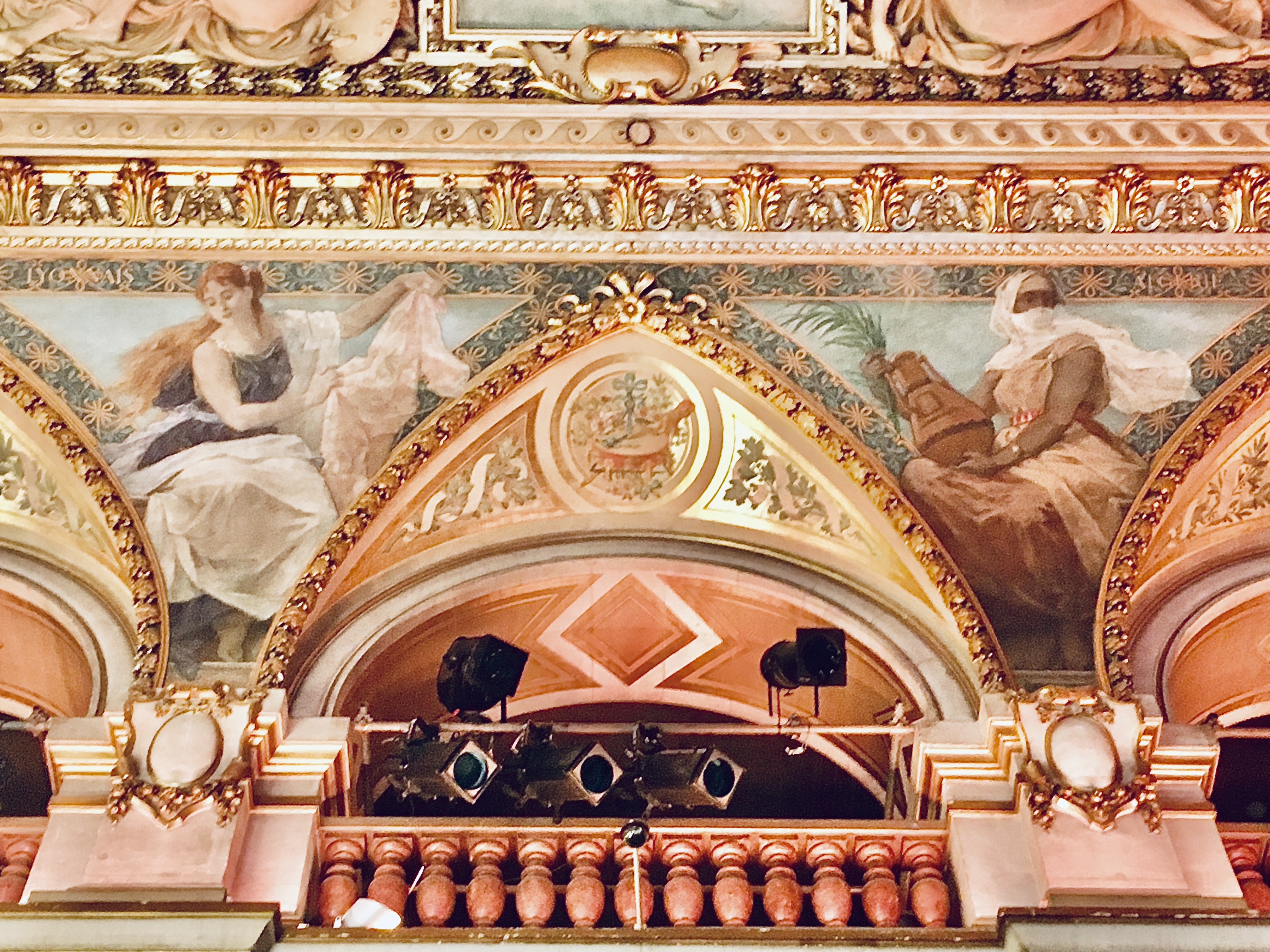
Ferdinand Humbert, Le Lyonnais et L'Algérie.

### Peinture et statuaire

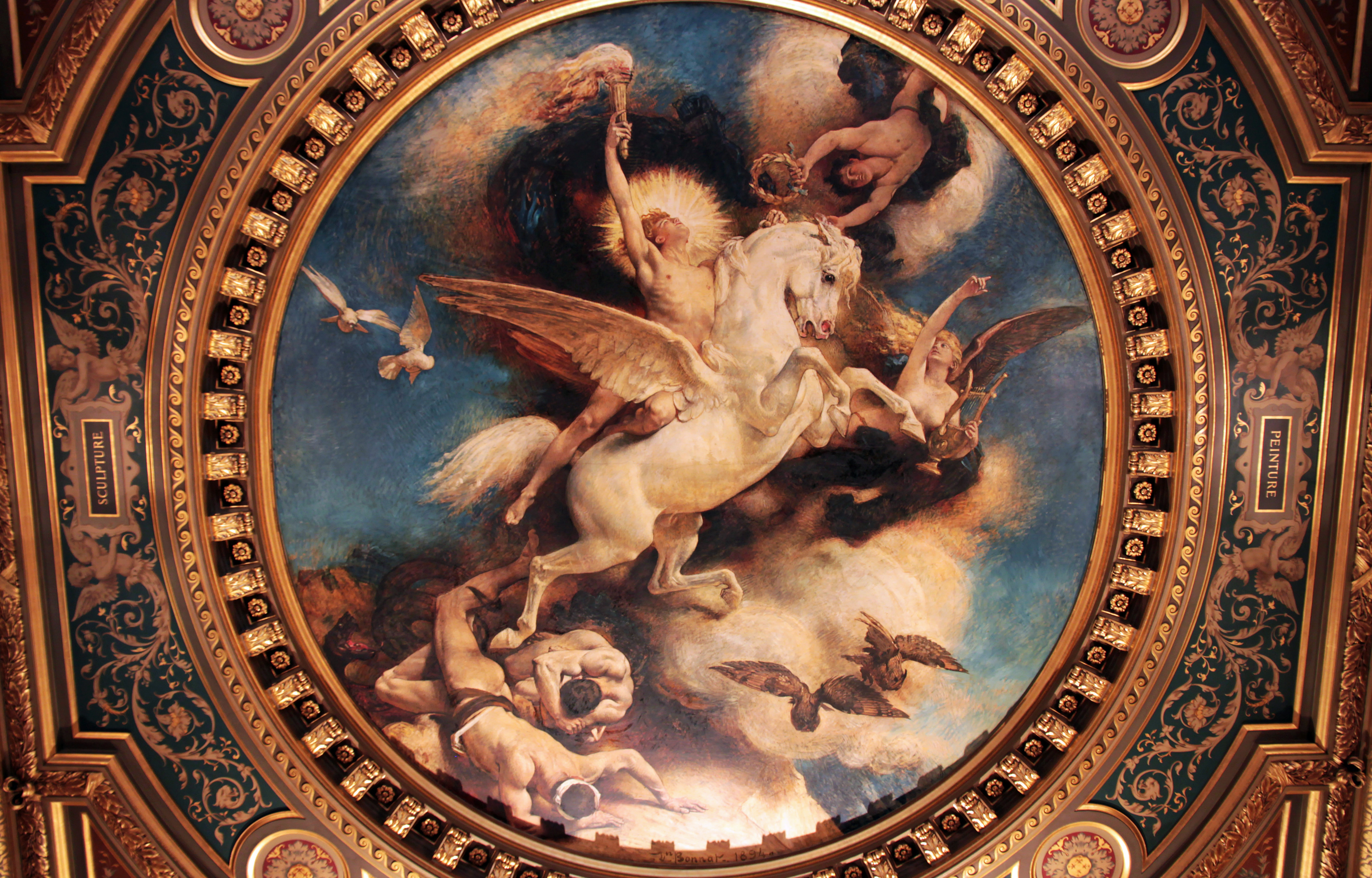
Léon Bonnat, Le Triomphe de l'Art (1894), plafond du salon des Arts.
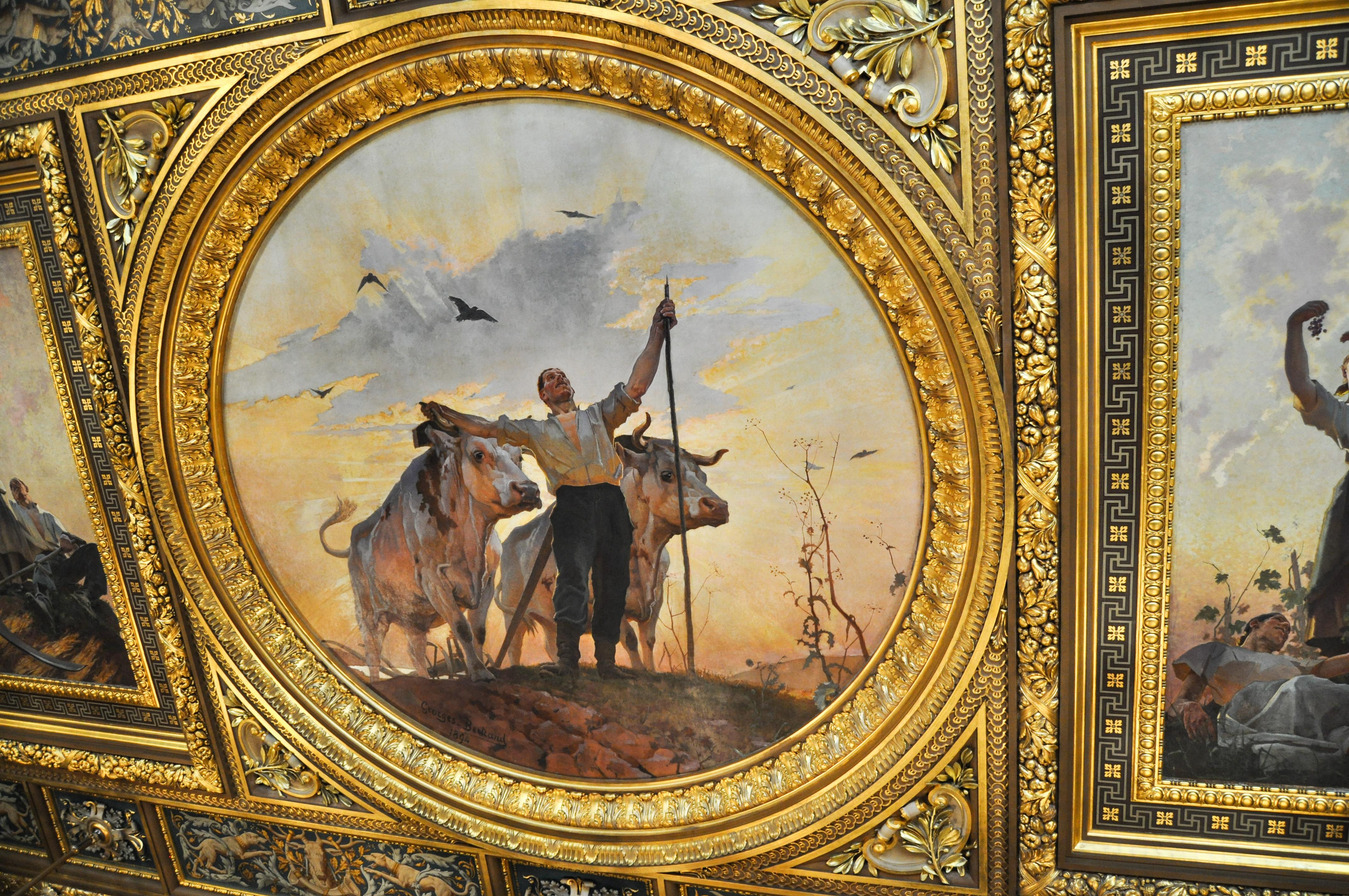
Georges Jules Bertrand, Hymne de la Terre au Soleil (1894).
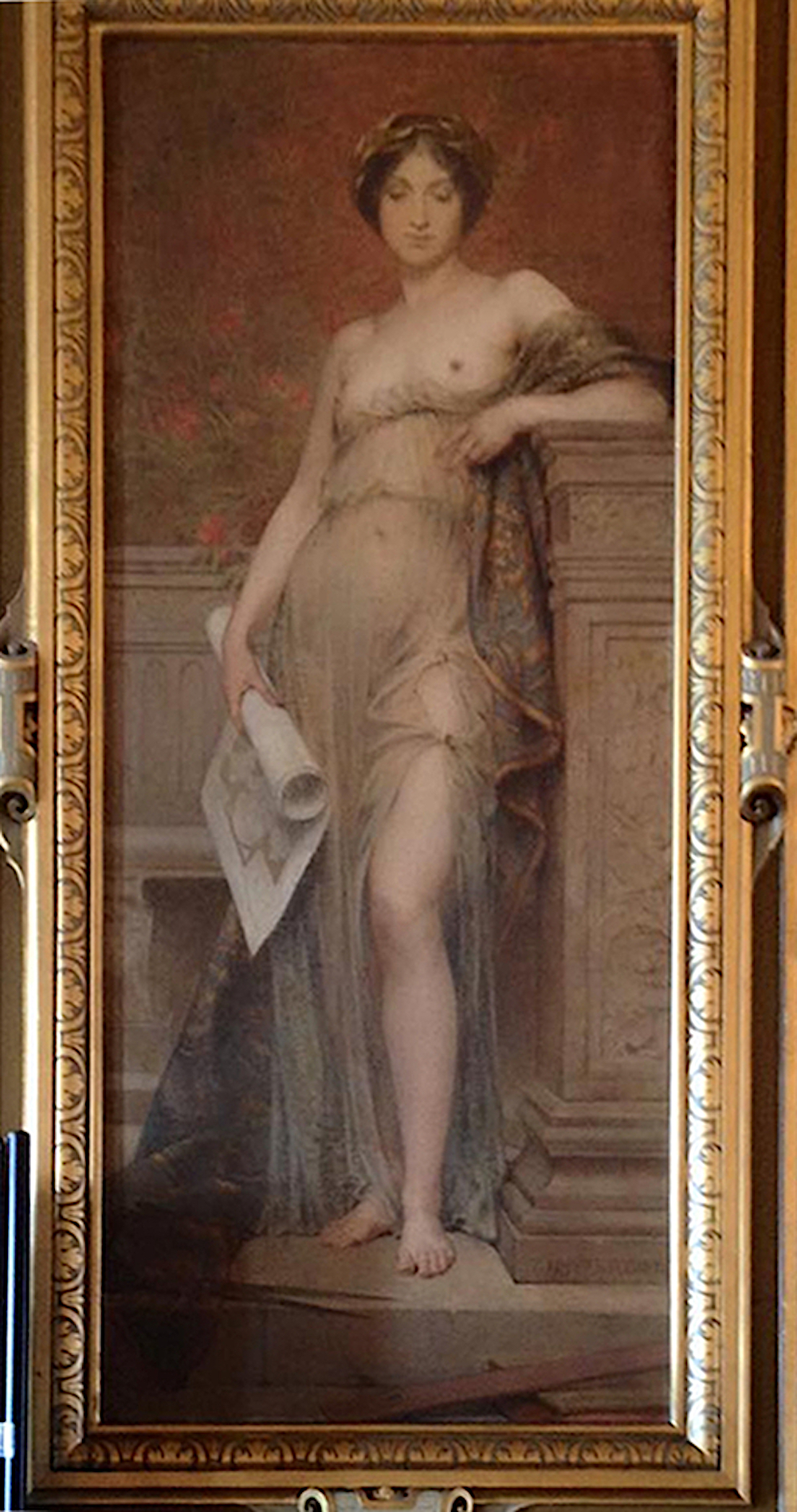
Tony Robert-Fleury, L'Architecture (1892), salon des Arts.
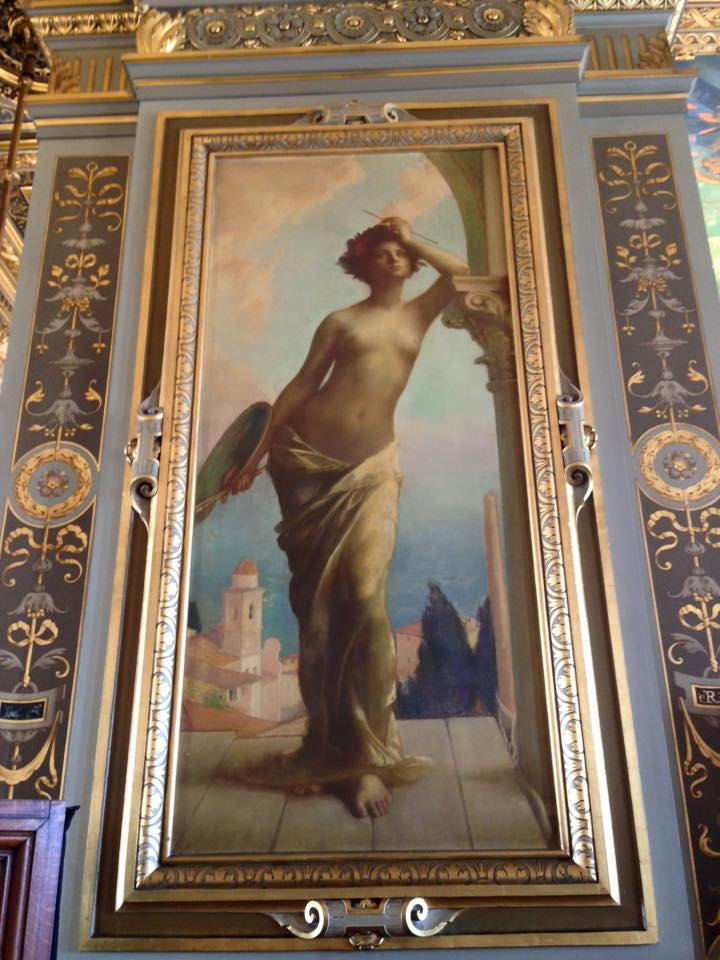
Pascal Dagnan-Bouveret, La Peinture (1890), salon des Arts.
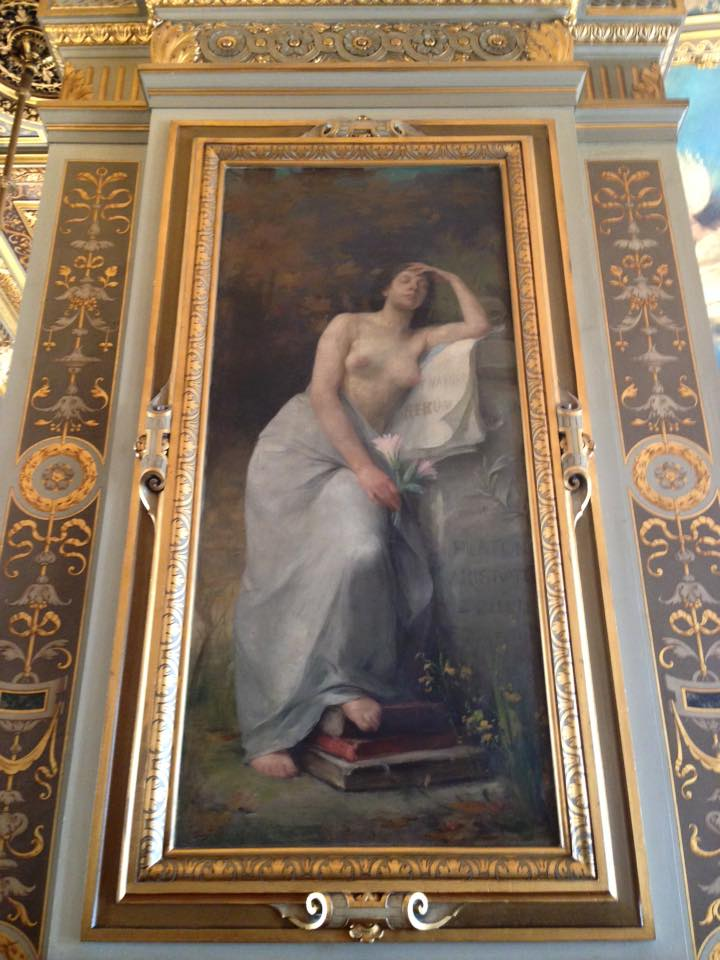
Georges Callot, La Philosophie, salon des Arts.
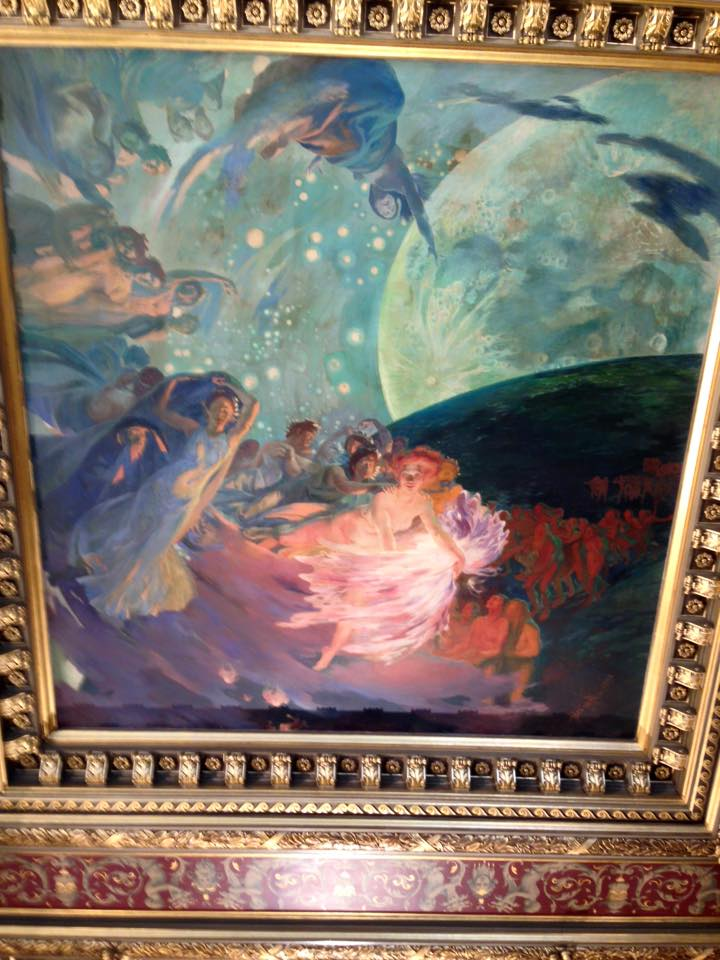
Albert Besnard, La Vérité, entraînant les Sciences à sa suite, vers 1890, salon des Sciences.
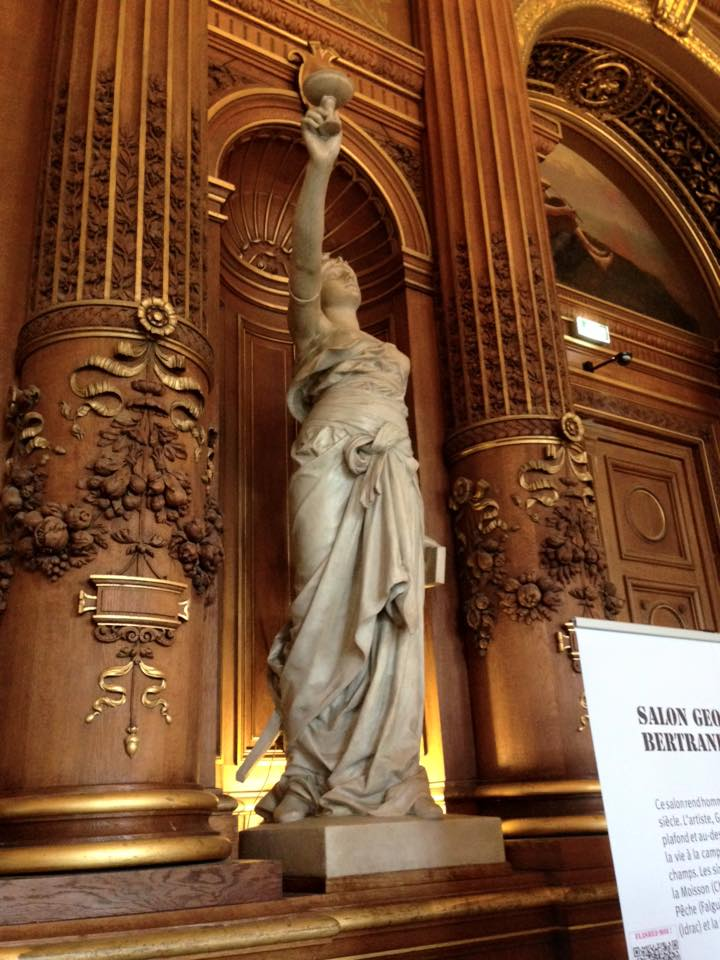
Antonin Idrac et Jules Coutan, Le Toast, grande salle à manger.
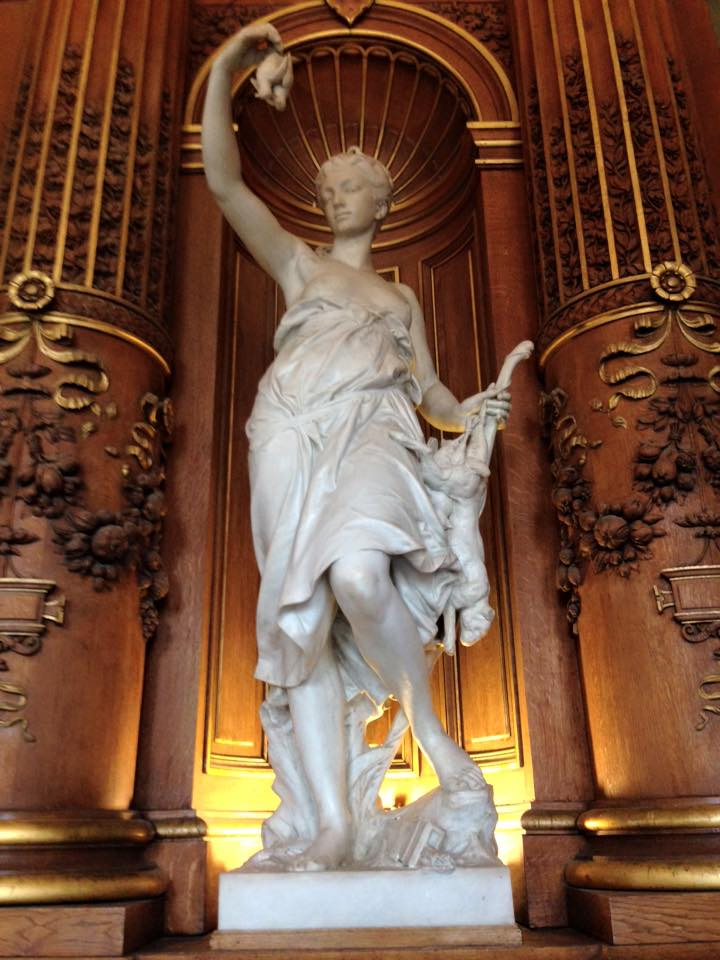
Louis-Ernest Barrias, La Chasse (1889), grande salle à manger.
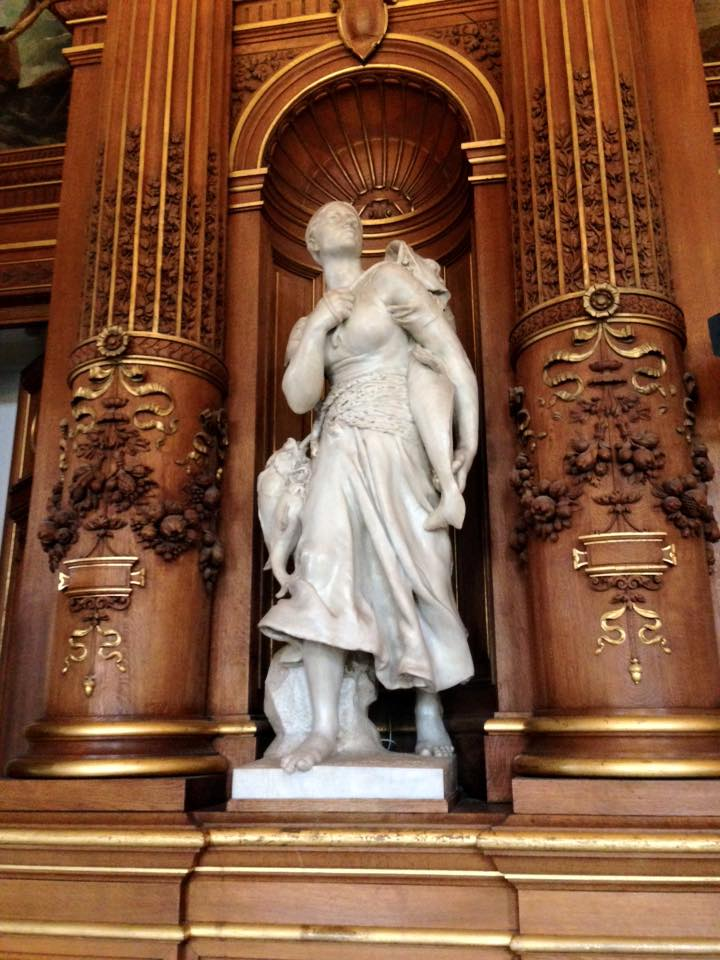
Alexandre Falguière, La Pêche (vers 1880), grande salle à manger.

## Visites
L'Hôtel de Ville se visite gratuitement après inscription préalable auprès du service des relations publiques de la Ville de Paris. Les espaces proposés à la visite sont tous les salons de réception (salons des Arcades, salon Jean-Paul Laurens, salon Bertrand et salle des fêtes), l'escalier d'honneur et la salle du Conseil de Paris.
Il est aussi ouvert lors des Journées européennes du patrimoine.